# Audi A6
El Audi A6 es un automóvil de turismo del segmento E producido por el fabricante alemán Audi, ahora en su quinta generación. Como el sucesor del Audi 100, el A6 se fabrica en Neckarsulm, Alemania, aunque algunos se construyeron en China para su posterior comercialización. Está disponible en configuraciones sedán y familiar, esta última comercializada por Audi como Avant. La numeración interna de Audi trata al A6 como una continuación del linaje del Audi 100, siendo el A6 inicial designado como miembro de la serie C4, seguido de la C5, C6, C7 y C8. El relacionado Audi A7 es en esencia una versión sportback (fastback) de las series C7 y C8 del A6, pero comercializado bajo su propia identidad separada y designación de modelo. 
Todas las generaciones del A6 han ofrecido o tracción delantera o tracción integral basada en Torsen, comercializada por Audi como su sistema quattro. Los modelos de A6 de segunda y tercera generación han compartido su plataforma con los modelos Allroad de la compañía.
Se ofrecen tanto versiones a diésel como a gasolina del A6. El amplio rango de motores disponibles van desde 150 a 333 PS. Estos son motores cuatro cilindros en línea de 16 válvulas turbocargados y unidades de tres litros más potentes en configuración V6 con compresor mecánico.

## Audi A6 C4 (1994-1997)
El automóvil del segmento E de Audi se llamaba Audi 100 y fue lanzado en tres generaciones sucesivas (Audi C1, Audi C2 y Audi C3). En 1994, la última generación (C4) del Audi 100 recibió una reestilización y fue renombrado como Audi A6 para adaptarse a la nueva nomenclatura alfanumérica de Audi (pues se acababa de presentar el Audi A8 de segmento F) . El exterior se modificó levemente del Audi 100 "C4", nuevas luces frontales y traseras, nueva parrilla del radiador, de igual forma con opciones de chasis, motor y transmisión. El Reino Unido fue el primer mercado en recibir el A6, pues los Audi 100 con volante a la derecha se agotaron antes de lo esperado, antes que en el resto de la Europa continental.
Los nuevos motores para el A6 fueron unos motores a gasolina 1.8 litros 20v cuatro cilindros en línea, un 2.0 litros 8v cuatro cilindros en línea, un 2.6 litros 12v V6 y un 2.8 litros 30v V6, siendo abandonado el 2.3 litros de cinco cilindros en línea en la mayoría de los mercados. Para motores a diésel, hubo disponibles un 1.9 Turbo inyección directa (TDI) cuatro cilindros en línea y un 2.5 TDI de cinco cilindros en línea (R5) de 140 caballos.
Hasta 1997, el A6 venía con varios motores diferentes, dos de ellos turbodiésel, y la mayoría de ellos disponibles con el sistema de tracción integral permanente quattro basado en Torsen de Audi. El A6 estuvo disponible con carrocería sedán y Avant.
La cuarta generación del Audi A6 destacó por ser la primera en la que se adoptó esta denominación, la cual mantiene desde entonces. Fue a mediados de los 90 y lo hizo en línea con el resto de la gama. Esta edición también fue relevante por la adopción de un chasis ágil y por la incorporación a la gama de motores de seis cilindros. En ella aparece por primera vez una variante S, tanto para el sedán como para la carrocería Avant. Ya desde 1991 el Audi S4 incluía un motor 2.2 20v Turbo (Código de motor AAN) combinado con tracción quattro con cambio manual de 5 o 6 velocidades y cambio automático de 4 velocidades y un motor 4,2 V8 (Código de motor ABH) combinado con tracción quattro y cambio manual de 6 velocidades.

### S6
Después de presentar el A6 de serie C4, Audi hizo pequeñas revisiones a lo que se conocía anteriormente como el Audi S4, renombrándolo Audi S6; el nombre S4 sería reutilizado eventualmente para un modelo completamente distinto derivado de la Plataforma B del Grupo Volkswagen, del Audi A4. Como este fue el primer modelo S6 de Audi, se le refiere comúnmente como Ur-S6, derivado del aumentativo alemán "Ursprünglich" (que significa original). Estuvo disponible tanto como sédan (typ 4A5) y como familiar "Avant" (typ 4A9).
Desde su lanzamiento a finales de 1994, el Audi A6 estuvo potenciado por un motor a gasolina cinco cilindros en línea turbocargado con una unidad de control de motor (ECU) electrónica Motronic de Bosch, que produce una salida de potencia motriz de 169 PS a 5900 rpm y 326 Nm a unas 1950 rpm, corriendo con gasolina sin plomo 98 R.O.N. de alto octanaje. Este motor de dio al S6 una velocidad máxima de 235 km/h en 17.5 segundos. El automóvil estuvo disponible con una transmisión manual estándar de seis velocidades (de cinco velocidades solamente en América del Norte) y con cambio automático (de cuatro velocidades), y con sistema de tracción integral permanente quattro T-1 Torsen dinámico de Audi.
Entre las distintas versiones comercializadas dispuso de una variante denominada S6 Plus, que sería el primer vehículo fabricado por la quattro Gmbh, con un motor 4.2 de gasolina (código de motor AHK) que entregaba 326 cv. Se fabricaron 97 berlinas y 855 Avants. ￼

### Motorizaciones
Sus motores de gasolina eran un cuatro cilindros en línea de 1,8 litros y 125 CV, un cuatro cilindros en línea de 2,0 litros y 100, 115 o 140 CV, un cinco cilindros en línea de 2,3 litros y 133 CV, un seis cilindros en V de 2,6 litros y 150 CV, y un seis cilindros en V de 2,8 litros y 174 o 193 CV. El 1,8 litros y el 2,0 litros de 140 CV tenían cuatro válvulas por cilindro, el 2,8 litros de 193 CV tenía cinco y el resto dos. Los diésel eran un cuatro cilindros en línea de 1,9 litros y 90 CV, y un cinco cilindros en línea de 2,5 litros y 115 o 140 CV, ambos con turbocompresor, inyección directa de combustible y dos válvulas por cilindro.
El primer S6 se ofrecía con dos motores de gasolina: un cinco cilindros en línea de 2,2 litros de cilindrada, con turbocompresor, cuatro válvulas por cilindro y una potencia máxima de 230 CV, y un V8 de 4,2 litros de cilindrada, cuatro válvulas por cilindro y 290 CV de potencia máxima. 
| Motores de gasolina            | Motores de gasolina                              | Motores de gasolina   | Motores de gasolina                              | Motores de gasolina    | Motores de gasolina                                                      | Motores de gasolina   | Motores de gasolina                              | Motores de gasolina                              | Motores de gasolina                              | Motores de gasolina                              | Motores de gasolina    |
|                                | 1.8                                              | 2.0                   | 2.0E                                             | 2.0E 16V               | 2.2T (S6)                                                                | 2.3                   | 2.6                                              | 2.8                                              | 2.8                                              | 4.2 (S6)                                         | 4.2 (S6 Plus)          |
| ------------------------------ | ------------------------------------------------ | --------------------- | ------------------------------------------------ | ---------------------- | ------------------------------------------------------------------------ | --------------------- | ------------------------------------------------ | ------------------------------------------------ | ------------------------------------------------ | ------------------------------------------------ | ---------------------- |
| Periodo                        | 1994-1997                                        | 1994-1996             | 1994-1996                                        | 1994-1997              | 1994-1997                                                                | 1994-1996             | 1994-1997                                        | 1994-1997                                        | 1994-1997                                        | 1994-1997                                        | 1994-1997              |
| Periodo                        | ADR                                              | AAE                   | ABK                                              | ACE                    | AAN                                                                      | AAR                   | ABC                                              | AAH                                              | ACK                                              | AEC                                              | AHK                    |
| Tipo de motor                  | L4 20v                                           | L4 8v                 | L4 8v                                            | L4 16v                 | L5 20v, turbo, intercooler                                               | L5 10v                | V6 12v                                           | V6 12v                                           | V6 30v                                           | V8 32v                                           | V8 32v                 |
| Diámetro x carrera             | 81.0 mm × 86.4 mm                                | 82.5 mm × 92.8 mm     | 82.5 mm × 92.8 mm                                | 82.5 mm × 92.8 mm      | 81.0 mm × 86.4 mm                                                        |                       | 82.5 mm × 81.0 mm                                | 82.5 mm × 86.4 mm                                | 82.5 mm × 86.4 mm                                | 84.5 mm × 93.0 mm                                | 84.5 mm × 93.0 mm      |
| Cilindrada                     | 1781 cm³                                         | 1984 cm³              | 1984 cm³                                         | 1984 cm³               | 2226 cm³                                                                 | 2309 cm³              | 2598 cm³                                         | 2771 cm³                                         | 2771 cm³                                         | 4172 cm³                                         | 4172 cm³               |
| Relación de compresión         | 10.3: 1                                          | 9.2: 1                | 10.3: 1                                          | 10.8: 1                | 9.3: 1                                                                   |                       | 10.0: 1                                          | 10.3: 1                                          | 10.6: 1                                          | 10.8: 1                                          | 11.6: 1                |
| Potencia máxima: CV (kW) @ rpm | 125 CV (92 kW) @ 5800                            | 101 CV (74 kW) @ 5500 | 115 CV (85 kW) @ 5400                            | 140 CV (103 kW) @ 5900 | 230 CV (169 kW) @ 5900                                                   | 133 CV (98 kW) @ 5500 | 150 CV (110 kW) @ 5500                           | 174 CV (128 kW) @ 5500                           | 193 CV (142 kW) @ 6000                           | 290 CV (213 kW) @ 5800                           | 326 CV (240 kW) @ 6500 |
| Par máximo: Nm @ rpm           | 168 Nm @ 3500                                    | 157 Nm @ 2750         | 168 Nm @ 3200                                    | 185 Nm @ 4500          | 350 Nm @ 1900                                                            | 186 Nm @ 4000         | 225 Nm @ 3500                                    | 245 Nm @ 3000                                    | 280 Nm @ 3200                                    | 400 Nm @ 4000                                    | 400 Nm @ 3000          |
| Tracción                       | Delantera / Total (Quattro)                      | Delantera             | Delantera                                        | Delantera              | Total (Quattro)                                                          |                       | Delantera / Total (Quattro)                      | Delantera / Total (Quattro)                      | Delantera / Total (Quattro)                      | Total (Quattro)                                  | Total (Quattro)        |
| Transmisión                    | Manual, 5 velocidades / Automática 4 velocidades | Manual, 5 velocidades | Manual, 5 velocidades / Automática 4 velocidades | Manual, 5 velocidades  | Manual, 5 velocidades / Manual, 6 velocidades / Automática 7 velocidades |                       | Manual, 5 velocidades / Automática 4 velocidades | Manual, 5 velocidades / Automática 4 velocidades | Manual, 5 velocidades / Automática 4 velocidades | Manual, 6 velocidades / Automática 4 velocidades | Manual, 6 velocidades  |
| Aceleración 0–100 km/h         | 11.2 s                                           | 12.9 s                | 11.9 s                                           | 10.1 s                 | 6.8 s                                                                    |                       | 9.9 s                                            | 9.1 s                                            | 8.1 s                                            | 5.9 s                                            | 5.6 s                  |
| Velocidad máxima               | 200 km/h                                         | 182 km/h              | 190 km/h                                         | 204 km/h               | 241 km/h                                                                 |                       | 209 km/h                                         | 219 km/h                                         | 230 km/h                                         | 249 km/h                                         | 250 km/h               |
| Consumo combinado (L/100 km)   | 7.9                                              | 7.8                   | 8.0                                              | 7.9                    | 9.5                                                                      |                       | 8.6                                              | 8.9                                              | 8.7                                              | 10.9                                             | 11.1                   |

| Periodo                        | 1994-1997                                         | 1994-1997                                                               | 1994-1997                                        |
| Identificación del motor       | 1Z, AHU                                           | AAT                                                                     | AEL                                              |
| Tipo de motor                  | L4 8v, inyección directa, turbo, intercooler      | L5 10v, inyección directa, turbo, intercooler                           | L5 10v, inyección directa, turbo, intercooler    |
| Diámetro x carrera             | 79.5 mm x 95.5 mm                                 | 81.0 mm × 95.5 mm                                                       | 81.0 mm × 95.5 mm                                |
| Cilindrada                     | 1896 cm³                                          | 2461 cm³                                                                | 2461 cm³                                         |
| Relación de compresión         | 19.5: 1                                           | 20.0: 1                                                                 | 20.0: 1                                          |
| Potencia máxima: CV (kW) @ rpm | 90 CV (66 kW) @ 4000                              | 115 CV (85 kW) @ 4000                                                   | 140 CV (103 kW) @ 4000                           |
| Par máximo: Nm @ rpm           | 202 Nm @ 1900                                     | 265 Nm @ 1900                                                           | 290 Nm @ 1900                                    |
| Tracción                       | Delantera                                         | Delantera                                                               | Delantera / Total (Quattro)                      |
| Transmisión                    | Manual, 5 velocidades / Automática, 4 velocidades | Manual, 5 velocidades, Manual, 6 velocidades / Automática 4 velocidades | Manual, 6 velocidades / Automática 4 velocidades |
| Aceleración 0–100 km/h         | 13.9 s                                            | 11.2 s                                                                  | 9.9 s                                            |
| Velocidad máxima               | 177 km/h                                          | 195 km/h                                                                | 208 km/h                                         |
| Consumo combinado (L/100 km)   | 5.9                                               | 6.7                                                                     | 6.1                                              |

|        |
| Avant. |

|                          |
| Avant visto desde atrás. |

|                                                                          |
| A6 con especificación para Estados Unidos, con luz direccional amarilla. |

|                              |
| Audi S6 para Estados Unidos. |

|                            |
| Vista posterior del sedán. |

## Audi A6 C5 (1997-2004)
En febrero de 1997 se presentó el A6 (Typ 4B) basado en una plataforma de nuevo diseño, la plataforma C5 del Grupo Volkswagen, mientras que una nueva oferta de motores se anunció y apareció en marzo en el Salón del Automóvil de Ginebra de 1997. Este A6 aumentó en calidad con respecto al anterior, y fue colocado en la misma categoría que el BMW Serie 5 y que el Mercedes-Benz Clase E. La carrocería rediseñada presentó un diseño moderno, con un estilo fastback que puso en marcha la tendencia para la alineación de Audi y le dio a un sedán relativamente grande una cubierta aerodinámica con un coeficiente de arrastre bajo de 0.28.
En los años 2000 y 2001, el A6 "C5" estuvo en la lista Ten Best de la revista Car and Driver. Este nuevo A6 estuvo disponible con una amplia variedad de motores y configuraciones. Los motores V6 de 30 válvulas 2.4 y 2.8 litros representaron el grueso del programa de desarrollo del A6, con una amplia gama de configuraciones de motor disponibles alrededor del mundo. Como alternativa a la transmisión manual estuvo disponible una tiptronic automática de cinco velocidades.
La variante sedán del C5 llegó a mediados de 1997 a Europa, a finales de 1997 en América del Norte y Australia y el Avant en 1998. Como resultado de adherirse a los Estándares de Seguridad de Vehículos a Motor Federales (FMVSS por sus siglas en inglés), los modelos para América del Norte fueron equipados con parachoques delanteros y traseros que sobresalían varias pulgadas más allá que sus contrapartes europeas, resultando en soportes y ensambles de suspensión de parachoques modificadas y ataduras para asientos de niños para la seguridad de los ocupantes. Los modelos norteamericanos de los modelos A6 C5 recibieron un motor V6 de 30 válvulas 4.2 litros a gasolina de 300 PS; los dos motores con especificaciones más altas solo se ofrecieron con tracción integral quattro permanente. Los modelos V8 llegaron con paneles de carrocería exterior alterados de manera significativa con los arcos de los neumáticos más ensanchados, diseño de faros y parrilla actualizados (antes de ser presentadas en 2002 en todos los otros modelos de A6), neumáticos más grandes, frenos más grandes y tracción integral basada en Torsen como equipamiento estándar. 
En 2002, el A6 recibió un lavado de cara, actualizándose los faros y el diseño de la parrilla, las puntas del escape expuestas y ligeros cambios en las molduras de los accesorios y el color de las luces traseras de rojo a ámbar en los modelos Norteamericanos. También se presentaron nuevas opciones de motorización. El motor 1.8 litros fue reemplazado por uno 2.0 litros de 131 PS y 310 Nm de torque, emparejado con una transmisión manual de seis velocidades. El V6 2.4 litros ganó 5 caballos de fuerza extra y un balanceo mejor, y el motor V6 2.8 litros fue reemplazado por uno de 3.0 litros 220 PS. El 2.7 litros turbocargado se actualizó resultando en 250 PS y 330 Nm, controlado por un sistema quattro estándar. El motor V6 diésel también fue modificado ligeramente obteniendo 163 PS y 350 Nm. También se presentó un nuevo y más poderos V6 diésel que entrega 179 PS y 370 Nm. El motor V8 de 4.2 litros que llegó en 2001 permaneció sin cambios.
Otra novedad fue la transmisión continuamente variable multitronic disponible en la mayoría de los modelos con tracción delantera. Todos los modelos con excepción de los 2.0 litros a gasolina y el 1.9 litros TDI estuvieron disponibles con la tracción integral insignia de Audi, quattro. Una versión con tracción en las cuatro ruedas del Avant, con una mayor distancia del piso y estilo ligeramente modificado se vendió como Audi allroad quattro, el primer crossover SUV de Audi.
La segunda generación del A6 estuvo en la lista Ten Best de la revista Car and Driver de 2000 y 2001. El actualizado A6 2005 ganó el premio a Automóvil Mundial del Año de 2005. Además, la tercera generación renovada del A6 3.0T ganó dos comparativas de la misma revista cuando se le puso frente a frente con otros sedanes como el BMW Serie 5, el Mercedes-Benz Clase E, el Jaguar XF y el Infiniti M. 
Esta quinta generación destaca por su tecnología y su diseño vanguardista, que lo posiciona como un vehículo avanzado y de prestigio. Por primera vez incluye un motor TDI de seis cilindros y el cambio Multitronic de variador continuo. La variante Allroad se añade a la gama por primera vez, con tracción quattro y suspensión neumática adaptativa￼ 

### Motorizaciones
La gama de motores de gasolina se componía de un 2,0 litros de 130 CV, un 1,8 litros atmosférico de 125 CV o con turbocompresor de 150 CV, un 2,4 litros de 165 o 170 CV, un 2,8 litros de 193 CV, un 3,0 litros de 220 CV, un 2,7 litros Twin Turbo de 230 o 270 CV, y un 4,2 litros de 300 CV. El 4,2 litros tiene ocho cilindros en V y cinco válvulas por cilindro, el 1,8 y el 2,0 son cuatro cilindros en línea con cuatro válvulas por cilindro, y el resto tiene seis cilindros en V y cinco válvulas por cilindro.
Las opciones diésel eran un cuatro cilindros en línea con dos válvulas por cilindro y 1,9 litros de 100, 115 o 130 CV, y un seis cilindros en V con cuatro válvulas por cilindro y 2,5 litros de 150, 155, 163 o 180 CV; solamente el 1,9 litros de 115 y 130 CV posee alimentación por inyector-bomba.
La segunda generación del A6 conservó el 4,2 litros anterior, cuya culata de cuatro válvulas por cilindro fue reemplazada por una de cinco válvulas por cilindro, por lo que la potencia máxima aumentó a 340 CV. Una versión más potente y radical, denominada "RS6", añadió dos turbocompresores al motor de 4,2 litros, quedando su potencia máxima en 450 CV (480 CV en el "RS6 Plus").
| Periodo                        | 1997-2001                                        | 1997-2005                                                      | 1997-2000                   | 1997-2001                           | 1997-2001              | 1999-2001                                        | 2001-2005                           | 1997-2001                                        | 2001-2005                                        | 1999-2001                                                      | 2001-2005                           | 1999-2001                            | 1999-2005                            | 2002-2004                            | 2004                                 |
| Identificación del motor       | AJP, AQE, ARH                                    | AEB, APU, ANB, AWT, ARK                                        | AJL                         | ALT                                 | ALW, ARN, ASM          | AGA, AML, APS, ALF, ARJ                          | BDV                                 | AJK, AZA                                         | ARE, BES                                         | ACK, APR, AMX, AQD, ALG                                        | ASN                                 | ARS, ASG, BAS                        | AQJ, ANK                             | BCY                                  | BRV                                  |
| Tipo de motor                  | L4 20v                                           | L4 20v, turbo, intercooler                                     | L4 20v, turbo, intercooler  | L4 20v                              | V6 30v                 | V6 30v                                           | V6 30v                              | V6 30v, turbo, intercooler                       | V6 30v, turbo, intercooler                       | V6 30v                                                         | V6 30v                              | V8 40v                               | V8 40v                               | V8 40v, biturbo, intercooler         | V8 40v, biturbo, intercooler         |
| Diámetro x carrera             | 81.0 mm × 86.4 mm                                | 81.0 mm × 86.4 mm                                              | 81.0 mm × 86.4 mm           | 82.5 mm × 92.8 mm                   | 81.0 mm × 77.4 mm      | 81.0 mm × 77.4 mm                                | 81.0 mm × 77.4 mm                   | 81.0 mm × 86.4 mm                                | 81.0 mm × 86.4 mm                                | 82.5 mm × 86.4 mm                                              | 82.5 mm × 92.8 mm                   | 84.5 mm × 93.0 mm                    | 84.5 mm × 93.0 mm                    | 84.5 mm × 93.0 mm                    | 84.5 mm × 93.0 mm                    |
| Cilindrada                     | 1781 cm³                                         | 1781 cm³                                                       | 1781 cm³                    | 1984 cm³                            | 2393 cm³               | 2393 cm³                                         | 2393 cm³                            | 2671 cm³                                         | 2671 cm³                                         | 2771 cm³                                                       | 2976 cm³                            | 4163 cm³                             | 4163 cm³                             | 4163 cm³                             | 4163 cm³                             |
| Relación de compresión         | 10.3: 1                                          | 9.5: 1                                                         | 9.5: 1                      | 10.3: 1                             | 10.5: 1                | 10.5: 1                                          | 10.5: 1                             | 9.3: 1                                           | 9.3: 1                                           | 10.6: 1                                                        | 10.5: 1                             | 11.0: 1                              | 11.0: 1                              | 9.3: 1                               | 9.8: 1                               |
| Potencia máxima: CV (kW) @ rpm | 125 CV (92 kW) @ 5800                            | 150 CV (110 kW) @ 5700                                         | 180 CV (132 kW) @ 6000      | 130 CV (96 kW) @ 5700               | 136 CV (100 kW) @ 5750 | 165 CV (121 kW) @ 6000                           | 170 CV (125 kW) @ 6000              | 230 CV (169 kW) @ 5800                           | 250 CV (184 kW) @ 5800                           | 193 CV (142 kW) @ 6000                                         | 220 CV (162 kW) @ 6300              | 300 CV (220 kW) @ 6200               | 340 CV (250 kW) @ 7000               | 450 CV (331 kW) @ 5700               | 480 CV (353 kW) @ 6000-6400          |
| Par máximo: Nm @ rpm           | 168 Nm @ 5800                                    | 210 Nm @ 1750-4600                                             | 235 Nm @ 2000-4600          | 195 Nm @ 3300                       | 230 Nm @ 3200          | 230 Nm @ 3200                                    | 230 Nm @ 3200                       | 310 Nm @ 1700-4600                               | 350 Nm @ 1800-4500                               | 280 Nm @ 3200                                                  | 300 Nm @ 3200                       | 400 Nm @ 3000-4000                   | 420 Nm @ 3400                        | 560 Nm @ 1950-5500                   | 560 Nm @ 1950-6000                   |
| Tracción                       | Delantera                                        | Delantera / Total (Quattro)                                    | Delantera / Total (Quattro) | Delantera                           | Delantera              | Delantera / Total (Quattro)                      | Delantera / Total (Quattro)         | Delantera / Total (Quattro)                      | Total (Quattro)                                  | Delantera / Total (Quattro)                                    | Delantera / Total (Quattro)         | Total (Quattro)                      | Total (Quattro)                      | Total (Quattro)                      | Total (Quattro)                      |
| Transmisión                    | Manual, 5 velocidades / Automática 4 velocidades | Manual, 5 velocidades / Automática 5 velocidades / Multitronic | Manual, 5 velocidades       | Manual, 5 velocidades / Multitronic | Manual, 5 velocidades  | Manual, 5 velocidades / Automática 5 velocidades | Manual, 5 velocidades / Multitronic | Manual, 6 velocidades / Automática 5 velocidades | Manual, 6 velocidades / Automática 5 velocidades | Manual, 5 velocidades / Automática 5 velocidades / Multitronic | Manual, 5 velocidades / Multitronic | Automática, 5 velocidades            | Automática, 5 velocidades            | Automática, 5 velocidades            | Automática, 5 velocidades            |
| Aceleración 0–100 km/h         | 11.3 s                                           | 9.5-9.7 s                                                      | 8.5 s                       | 10.5 s                              | 10.2 s                 | 9.2 s                                            | 9.3 s                               | 7.5 s                                            | 6.8 s                                            | 8.1 s                                                          | 7.5 s                               | 6.9 s                                | 6.7 s                                | 4.9 s                                |                                      |
| Velocidad máxima               | 203 km/h                                         | 216-217 km/h                                                   | 230 km/h                    | 205 km/h                            | 208 km/h               | 222 km/h                                         | 224 km/h                            | 247 km/h                                         | 248 km/h                                         | 236 km/h                                                       | 243 km/h                            | 250 km/h (Limitada electrónicamente) | 250 km/h (Limitada electrónicamente) | 250 km/h (Limitada electrónicamente) | 250 km/h (Limitada electrónicamente) |
| Consumo combinado (L/100 km)   | 8.4-8.5                                          | 8.2                                                            |                             | 8.3                                 |                        | 9.9                                              | 9.9                                 | 11.0                                             | 11.6                                             | 9.9                                                            | 9.7                                 | 13.0                                 | 14.3                                 | 14.6                                 |                                      |

| Periodo                        | 1997-2001                                        | 1998-2001                                                    | 2001-2005                                                    | 2001-2005                                                    | 1997-2001                                        | 2001-2002                                     | 2002-2004                                     | 1999-2005                                        |
| Identificación del motor       | AFN, AVG                                         | AJM                                                          | AWX                                                          | AVF                                                          | AFB, AKN                                         | AYM                                           | BFC, BCZ, BDG                                 | AKE, BDH, BAU                                    |
| Tipo de motor                  | L4 8v, inyección directa, turbo, intercooler     | L4 8v, inyección directa, inyector-bomba, turbo, intercooler | L4 8v, inyección directa, inyector-bomba, turbo, intercooler | L4 8v, inyección directa, inyector-bomba, turbo, intercooler | V6 24v, inyección directa, turbo, intercooler    | V6 24v, inyección directa, turbo, intercooler | V6 24v, inyección directa, turbo, intercooler | V6 24v, inyección directa, turbo, intercooler    |
| Diámetro x carrera             | 79.5 mm × 95.5 mm                                | 79.5 mm × 95.5 mm                                            | 79.5 mm × 95.5 mm                                            | 79.5 mm × 95.5 mm                                            | 78.3 mm × 86.4 mm                                | 78.3 mm × 86.4 mm                             | 78.3 mm × 86.4 mm                             | 78.3 mm × 86.4 mm                                |
| Cilindrada                     | 1896 cm³                                         | 1896 cm³                                                     | 1896 cm³                                                     | 1896 cm³                                                     | 2496 cm³                                         | 2496 cm³                                      | 2496 cm³                                      | 2496 cm³                                         |
| Relación de compresión         | 19.5: 1                                          | 18.0: 1                                                      | 19.0: 1                                                      | 19.0: 1                                                      | 19.5: 1                                          | 19.5: 1                                       | 19.5: 1                                       | 18.0: 1                                          |
| Potencia máxima: CV (kW) @ rpm | 110 CV (81 kW) @ 4150                            | 115 CV (85 kW) @ 4000                                        | 130 CV (96 kW) @ 4000                                        | 130 CV (96 kW) @ 4000                                        | 150 CV (110 kW) @ 4000                           | 155 CV (114 kW) @ 4000                        | 163 CV (120 kW) @ 4000                        | 180 CV (132 kW) @ 4000                           |
| Par máximo: Nm @ rpm           | 235 Nm @ 1900                                    | 285 Nm @ 1900                                                | 285 Nm @ 1750-2500                                           | 310 Nm @ 1900                                                | 310 Nm @ 1500-3200                               | 310 Nm @ 1400-3500                            | 310 Nm @ 1400-3600                            | 370 Nm @ 1500-2500                               |
| Tracción                       | Delantera                                        | Delantera                                                    | Delantera                                                    | Delantera                                                    | Delantera / Total (Quattro)                      | Delantera                                     | Delantera                                     | Delantera / Total (Quattro)                      |
| Transmisión                    | Manual, 5 velocidades / Automática 4 velocidades | Manual, 5 velocidades                                        | Manual, 5 velocidades                                        | Manual, 6 velocidades / Multitronic                          | Manual, 6 velocidades / Automática 5 velocidades | Manual, 6 velocidades / Multitronic           | Manual, 6 velocidades / Multitronic           | Manual, 6 velocidades / Automática 5 velocidades |
| Aceleración 0–100 km/h         | 12.6 s                                           | 11.6 s                                                       | 10.5 s                                                       | 10.5 s                                                       | 9.7 s                                            | 9.7 s                                         | 9.3 s                                         | 8.9 s                                            |
| Velocidad máxima               | 194 km/h                                         | 196 km/h                                                     | 203 km/h                                                     | 203 km/h                                                     | 218 km/h                                         | 219 km/h                                      | 222 km/h                                      | 221 km/h                                         |
| Consumo combinado (L/100 km)   | 5.7                                              | 5.6                                                          | 5.7                                                          | 6.0                                                          | 6.9                                              | 6.9                                           | 6.9                                           | 8.1                                              |

|                               |
| Vista delantera de un S6 2002 |

|                           |
| Vista delantera de un RS6 |

|                          |
| Audi A6 C5 vista trasera |

|                                 |
| Audi RS6 C5 Avant vista trasera |

|                                     |
| A6 C5 Allroad quattro vista trasera |

## Audi A6 C6 (2004-2011)
El Audi A6 C6 es un automóvil de turismo del segmento E de Audi, que se produjo desde principios del año 2004 hasta mediados de 2011 como tercera generación del Audi A6. 
La sexta generación consolida al Audi A6 como un vehículo prémium dotado con un excelente comportamiento deportivo. Dispone de la oferta de producto más amplia en cuanto a motores y opciones, y niveles de seguridad, tecnología, y confort heredados directamente del Audi A8. Entre otros muchos galardones que recibió de la prensa y el público, fue honrado con su designación como «Automóvil Mundial del Año» en 2005. 
Apareció en 2004 y está disponible como versión sedán o Avant (ranchera). Está disponible en función de los motores en tracción o en tracción a las cuatro ruedas (quattro) y en cambio manual o automático ( Tiptronic ). Competencia directa: BMW Serie 5, Chrysler 300C, Citroën C6, Mercedes Clase E.

### Historia del modelo

#### General
En abril de 2004 se publica el Typ 4 inicialmente como Sedán (presentación formal: Salón del automóvil de Ginebra de 2004). El Avant se presentó en marzo de 2005. De enero a diciembre de 2005 se registraron 63621 vehículos nuevos en Alemania. El S6 (presentación formal: NAIAS 2006) y el S6 Avant así como el Allroad Quattro se introdujeron a mediados del 2006.
En 2010 se registraron en Alemania 30079 Audi A6/S6 según información del Autoridad Federal de Vehículos Motorizados, de los cuales el 90.9 por ciento correspondían a motorizaciones a diésel. 86.7 por ciento de los registros nuevos caían dentro de titulares con registro comercial.  
Beneficiándose de un nuevo diseño, inaugura ese año, la denominada parrilla "Single Frame" (que luego se extendería a toda la gama Audi).

#### Versión larga
Desde 2005 en China hay una versión larga del A6 llamada A6L. Es 96 mm más largo (5012 mm) y 26 mm más alto (1485 mm) con respecto al A6 normal. La batalla queda en 2945 mm. El precio de entrada fue de 32826 €.
Audi presenta en el Salón de Shangai la versión para ese país del Audi A6. Se denomina A6L y mide 10 cm más que el modelo normal.

#### Rediseño
En otoño de 2008 se rejuveneció al A6. Por fuera se diferencia de la ejecución anterior sobre todo a través de las luces de día led alojadas en los faros (únicamente en combinación de faros xenón), los faros traseros cambiados con tecnología led, espejos retrovisores agrandados con indicador direccional integrado así como un diseño de faldones delanteros cambiado con faros de niebla más pequeños y entradas de aire agrandadas. Se instala la parrilla de un solo cuadro universal de Audi y el plástico para la placa de matrícula ya no se encuentra en el parachoques de barras.
En el interior se encuentran algunos detalles como el tablero de instrumentos recientemente rediseñado y varias secciones de decoración con ópticas de aluminio. El sistema de navegación opcional se mejora con la ayuda de un disco duro así como también se presenta una representación tridimensional tanto de los edificios como de la topografía. Los motores evolucionan y las opciones de motorización se completa con nuevos motores. Para ofrecer una reducción de la materia prima la carrocería del A6 se coloca 2 cm más profunda y las dos marchas más altas de la caja de cambios se vuelven más largas.
Otros cambios afectan la insonorización en el interior, los modos de manejo y entre otras cosas la evolución de los motores TDI 2.7, que ahora prestan 190 PS y un máximo de 400 Nm. A pesar de su mayor entrega utilizan menos combustible.
|                           |
| Audi A6 Sedán (2008–2011) |

|               |
| Vista trasera |

|                           |
| Audi A6 Avant (2008–2011) |

### Otro equipamiento
La lista de equipamiento opcional para el A6 comprende partidas como control de crucero adaptativo, suspensión neumática adaptativa así como luz de curvas dinámica. Así el A6 fue uno de los primeros autos en tener disponibilidad de conexión telefónica por Bluetooth con acceso al perfil de la SIM (a partir de la semana de producción 34/2006), en lugar de solo una conexión Bluetooth manos libres.
Las luces diurnas led, que vienen con la opción de xenón, son dos tiras horizontales integradas en los faros. También puede llevar luz adaptativa en curvas y luces largas automáticas (se encienden si no hay ningún otro coche delante).

### S6
En el Salón del Automóvil de Nueva York de 2006 se presentó oficialmente la tercera generación del S6. Su motor es una versión modificada del V10 atmosférico de 5,2 litros de cilindrada que equipa al Q7 y al RS4, con inyección directa y 435 CV de potencia máxima. Con respecto al A6 estándar, el S6 es 10 mm más ancho y bajo. Además de la tracción Quattro obligatoria además se equipó este S6 únicamente con una caja automática de seis marchas.
El paquete S-Line para el Audi A6 incluye llantas de 18 pulgadas, suspensión deportiva que rebaja el coche 3 centímetros, asientos deportivos e inserciones en el salpicadero y asientos
Además claro de la mejor motorización este S6 se diferencia por los siguientes atributos:
- Piezas de carrocería ligeramente cambiadas
- Una parrilla con aspiradores cromados verticales
- Un sistema de escape con cuatro tubos de escape
- Espejos retrovisores con vistas en aluminio
- Luz de marcha diurna led en el parachoques de los modelos A6 "normales"

### RS6
El RS6 tiene un motor V10 de 5,0 litros con dos turbocompresores (VTG) e inyección directa que desarrolla 580 CV de potencia máxima. El RS6, según la propia fábrica Quattro GmbH, que fabricaba todos los Audi RS y el R8, fue el modelo más complicado de producir, dado su escaso espacio para las proporciones del motor.
El motor Audi RS6 es un impresionante V10 biturbo a 90° de 5 litros FSI lubricado por un sistema de cárter seco que desarrolla una potencia de 580 CV. Pero si impresiona el valor de potencia máxima, todavía causa más impresión la forma que traza su curva de par, dibujando una meseta desde las 1.500 rpm hasta las 6.250 rpm con un valor de 650 NM￼

### Motorizaciones
Los motores de gasolina disponibles son un 2,0 litros con turbocompresor de 170 CV, un 2,4 litros de 177 CV, un 2,8 litros de 210 CV, un 3,0 litros de 218 CV o TFSI de 290 CV, un 3,2 litros de 255 CV, y un 4,2 litros de 335 CV o FSI de 350 CV. Los diésel son un 2,0 litros de 140 CV, un 2,7 litros de 190 CV, y un 3,0 litros de 225, 233 o 240 CV. El 2,0 litros tiene cuatro cilindros en línea, el 4,2 tiene ocho cilindros en V y el resto seis cilindros en V. Todos ellos incorporan culata de cuatro válvulas por cilindro; a su vez, los motores 2.0, 2.8, 3.2 litros y el 4,2 litros de 350 CV incorporan un sistema de inyección directa de combustible (FSI).
| Motores de gasolina            | Motores de gasolina                           | Motores de gasolina                 | Motores de gasolina                 | Motores de gasolina                                            | Motores de gasolina                                            | Motores de gasolina                               | Motores de gasolina                                            | Motores de gasolina                  | Motores de gasolina                  | Motores de gasolina                  | Motores de gasolina                              |
|                                | 2.0 TFSI                                      | 2.4                                 | 2.8 FSI                             | 2.8 FSI                                                        | 2.8 FSI                                                        | 3.0 TFSI                                          | 3.2 FSI                                                        | 4.2                                  | 4.2 FSI                              | 5.2 FSI (S6)                         | 5.0 TFSI (RS6)                                   |
| ------------------------------ | --------------------------------------------- | ----------------------------------- | ----------------------------------- | -------------------------------------------------------------- | -------------------------------------------------------------- | ------------------------------------------------- | -------------------------------------------------------------- | ------------------------------------ | ------------------------------------ | ------------------------------------ | ------------------------------------------------ |
| Periodo                        | 2005-2011                                     | 2004-2008                           | 2008-2011                           | 2007-2008                                                      | 2008-2011                                                      | 2008-2011                                         | 2004-2008                                                      | 2004-2006                            | 2006-2010                            | 2006-2011                            | 2008-2010                                        |
| Identificación del motor       | BPJ                                           | BDW                                 | CCDA                                | BDX                                                            | CCEA                                                           | CAJA                                              | AUK                                                            | BAT                                  | BVJ                                  | BXA                                  | BUH                                              |
| Tipo de motor                  | L4 16v, inyección directa, turbo, intercooler | V6 24v                              | V6 24v, inyección directa           | V6 24v, inyección directa                                      | V6 24v, inyección directa                                      | V6 24v, inyección directa, compresor, intercooler | V6 24v, inyección directa                                      | V8 32v                               | V8 32v, inyección directa            | V10 40v, inyección directa           | V10 40v, inyección directa, biturbo, intercooler |
| Diámetro x carrera             | 82.5 mm × 92.8 mm                             | 81.0 mm × 77.4 mm                   | 84.5 mm × 82.4 mm                   | 84.5 mm × 82.4 mm                                              | 84.5 mm × 82.4 mm                                              | 84.5 mm × 89.0 mm                                 | 84.5 mm × 92.8 mm                                              | 84.5 mm × 92.8 mm                    | 84.5 mm × 92.8 mm                    | 84.5 mm × 92.8 mm                    | 84.5 mm × 89.0 mm                                |
| Cilindrada                     | 1984 cm³                                      | 2393 cm³                            | 2773 cm³                            | 2773 cm³                                                       | 2773 cm³                                                       | 2995 cm³                                          | 3123 cm³                                                       | 4163 cm³                             | 4163 cm³                             | 5204 cm³                             | 4991 cm³                                         |
| Relación de compresión         | 10.3: 1                                       | 10.3: 1                             | 12.0: 1                             | 12.0: 1                                                        | 12.0: 1                                                        | 10.3: 1                                           | 12.5: 1                                                        | 11.0: 1                              | 12.5: 1                              | 12.5: 1                              | 10.5: 1                                          |
| Potencia máxima: CV (kW) @ rpm | 170 CV (125 kW) @ 4300-6000                   | 177 CV (130 kW) @ 6000              | 190 CV (140 kW) @ 5000-6800         | 210 CV (154 kW) @ 5500-6800                                    | 220 CV (162 kW) @ 5750-6800                                    | 290 CV (213 kW) @ 4850-6800                       | 255 CV (188 kW) @ 6500                                         | 335 CV (246 kW) @ 6600               | 350 CV (257 kW) @ 6800               | 435 CV (320 kW) @ 6800               | 580 CV (426 kW) @ 6250-6700                      |
| Par máximo: Nm @ rpm           | 280 Nm @ 1800-4200                            | 230 Nm @ 3000-5000                  | 280 Nm @ 3000-4500                  | 280 Nm @ 3000-5000                                             | 280 Nm @ 3000-4500                                             | 420 Nm @ 2500-4850                                | 330 Nm @ 3250                                                  | 420 Nm @ 3500                        | 440 Nm @ 3500                        | 540 Nm @ 3000-4000                   | 650 Nm @ 1500-6250                               |
| Tracción                       | Delantera                                     | Delantera / Total (Quattro)         | Delantera / Total (Quattro)         | Delantera / Total (Quattro)                                    | Delantera / Total (Quattro)                                    | Total (Quattro)                                   | Delantera / Total (Quattro)                                    | Total (Quattro)                      | Total (Quattro)                      | Total (Quattro)                      | Total (Quattro)                                  |
| Transmisión                    | Manual, 6 velocidades / Multitronic           | Manual, 6 velocidades / Multitronic | Manual, 6 velocidades / Multitronic | Manual, 6 velocidades / Automática 6 velocidades / Multitronic | Manual, 6 velocidades / Automática 6 velocidades / Multitronic | Automática, 6 velocidades                         | Manual, 6 velocidades / Automática 6 velocidades / Multitronic | Automática, 6 velocidades            | Automática, 6 velocidades            | Automática, 6 velocidades            | Automática, 6 velocidades                        |
| Aceleración 0–100 km/h         | 8.4 s                                         | 8.9 s                               | 8.2 s                               | 7.9 s                                                          | 7.3 s                                                          | 5.9 s                                             | 6.9 s                                                          | 6.1 s                                | 5.9 s                                | 5.2 s                                | 4.5 s                                            |
| Velocidad máxima               | 227 km/h                                      | 231 km/h                            | 238 km/h                            | 243 km/h                                                       | 240 km/h                                                       | 250 km/h (Limitada electrónicamente)              | 250 km/h (Limitada electrónicamente)                           | 250 km/h (Limitada electrónicamente) | 250 km/h (Limitada electrónicamente) | 250 km/h (Limitada electrónicamente) | 250 km/h (Limitada electrónicamente)             |
| Consumo combinado (L/100 km)   | 7.9                                           | 9.7                                 | 8.2                                 | 8.7                                                            | 8.4                                                            | 9.4                                               | 9.7                                                            | 11.6                                 | 10.8                                 | 13.4                                 | 14.0                                             |

| Periodo                        | 2004-2008                                          | 2008-2011                                     | 2008-2011                                          | 2004-2008                                                                      | 2008-2011                                                                      | 2004-2006                                        | 2006-2008                                        | 2008-2011                                        |
| Identificación del motor       | BLB, BRE                                           | CAGB                                          | CAHA                                               | BPP                                                                            | CANA, CANC                                                                     | BMK                                              | ASB                                              | CDYA, CDYC                                       |
| Tipo de motor                  | L4 16v, inyección directa, inyector-bomba, turbo   | L4 16v, inyección directa, Common-Rail, turbo | L4 16v, inyección directa, Common-Rail, turbo      | V6 24v, inyección directa, Common-Rail, turbo                                  | V6 24v, inyección directa, Common-Rail, turbo                                  | V6 24v, inyección directa, Common-Rail, turbo    | V6 24v, inyección directa, Common-Rail, turbo    | V6 24v, inyección directa, Common-Rail, turbo    |
| Diámetro x carrera             | 81.0 mm x 95.5 mm                                  | 81.0 mm x 95.5 mm                             | 81.0 mm x 95.5 mm                                  | 83.0 mm x 83.1 mm                                                              | 83.0 mm x 83.1 mm                                                              | 83.0 mm x 91.4 mm                                | 83.0 mm x 91.4 mm                                | 83.0 mm x 91.4 mm                                |
| Cilindrada                     | 1968 cm³                                           | 1968 cm³                                      | 1968 cm³                                           | 2698 cm³                                                                       | 2698 cm³                                                                       | 2967 cm³                                         | 2967 cm³                                         | 2967 cm³                                         |
| Relación de compresión         | 18.5: 1                                            | 18.0: 1                                       | 18.0: 1                                            | 17.0: 1                                                                        | 16.8: 1                                                                        | 17.0: 1                                          | 17.0: 1                                          | 16.8: 1                                          |
| Potencia máxima: CV (kW) @ rpm | 140 CV (103 kW) @ 4000                             | 136 CV (100 kW) @ 4000                        | 170 CV (125 kW) @ 4200                             | 180 CV (132 kW) @ 3300-4250                                                    | 190 CV (140 kW) @ 3500-4400                                                    | 224 CV (165 kW) @ 4000                           | 233 CV (171 kW) @ 4000                           | 240 CV (176 kW) @ 4000-4400                      |
| Par máximo: Nm @ rpm           | 320 Nm @ 1750-2500                                 | 320 Nm @ 1750-2500                            | 350 Nm @ 1750-2500                                 | 380 Nm @ 1400-3300                                                             | 400 Nm @ 1400-3500                                                             | 450 Nm @ 1400-3250                               | 450 Nm @ 1400-3250                               | 500 Nm @ 1400-3500                               |
| Tracción                       | Delantera                                          | Delantera                                     | Delantera                                          | Delantera / Total (Quattro)                                                    | Delantera / Total (Quattro)                                                    | Total (Quattro)                                  | Total (Quattro)                                  | Total (Quattro)                                  |
| Transmisión                    | Manual, 6 velocidades / Multitronic, 7 velocidades | Manual, 6 velocidades                         | Manual, 6 velocidades / Multitronic, 7 velocidades | Manual, 6 velocidades / Automática, 6 velocidades / Multitronic, 7 velocidades | Manual, 6 velocidades / Automática, 6 velocidades / Multitronic, 7 velocidades | Manual, 6 velocidades / Automática 6 velocidades | Manual, 6 velocidades / Automática 6 velocidades | Manual, 6 velocidades / Automática 6 velocidades |
| Aceleración 0–100 km/h         | 10.3 s                                             | 10.4 s                                        | 8.9 s                                              | 8.1 s                                                                          | 7.9 s                                                                          | 7.1 s                                            | 6.9 s                                            | 6.6 s                                            |
| Velocidad máxima               | 210 km/h                                           | 210 km/h                                      | 225 km/h                                           | 230 km/h                                                                       | 232 km/h                                                                       | 245 km/h                                         | 247 km/h                                         | 250 km/h                                         |
| Consumo combinado (L/100 km)   | 6.1                                                | 5.3                                           | 5.7                                                | 6.9                                                                            | 6.2                                                                            | 7.9                                              | 8.0                                              | 6.7                                              |

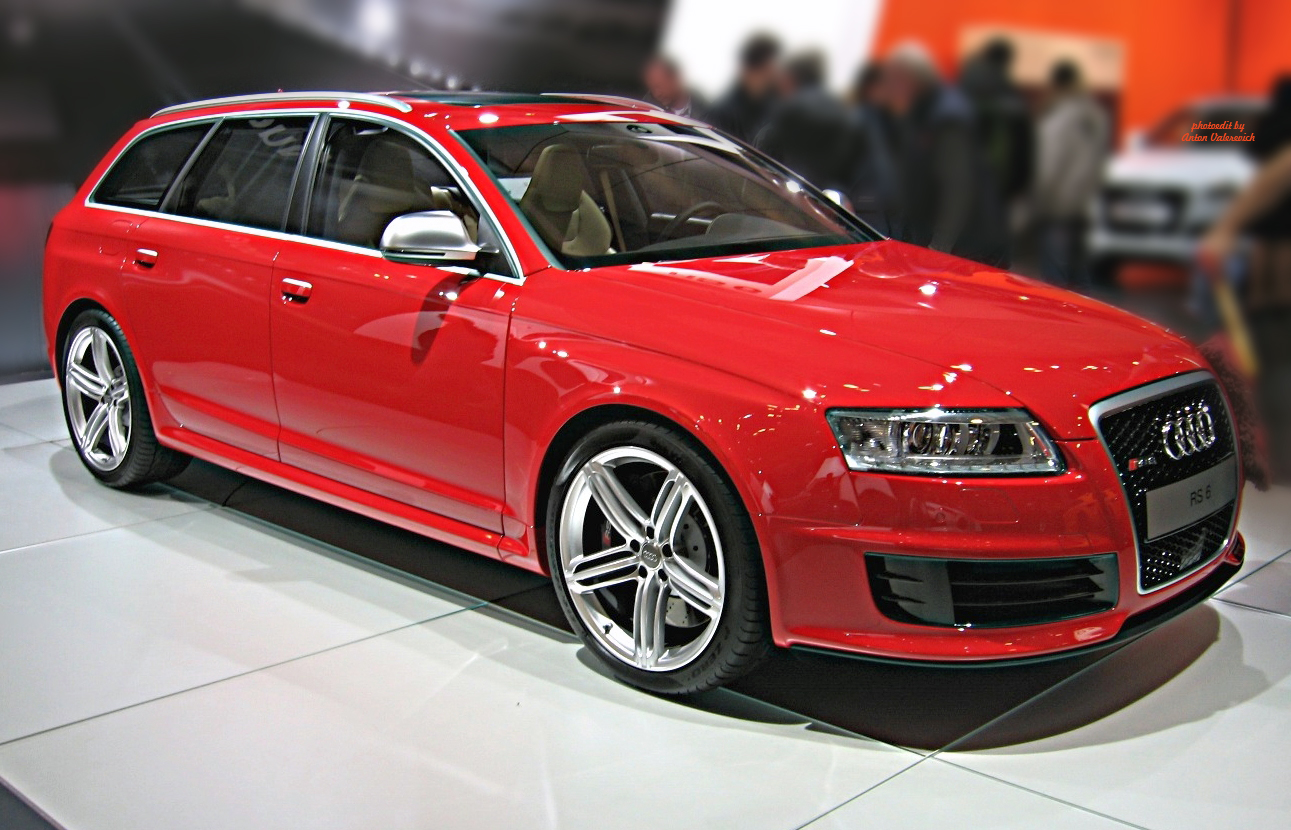
Audi RS6 Avant
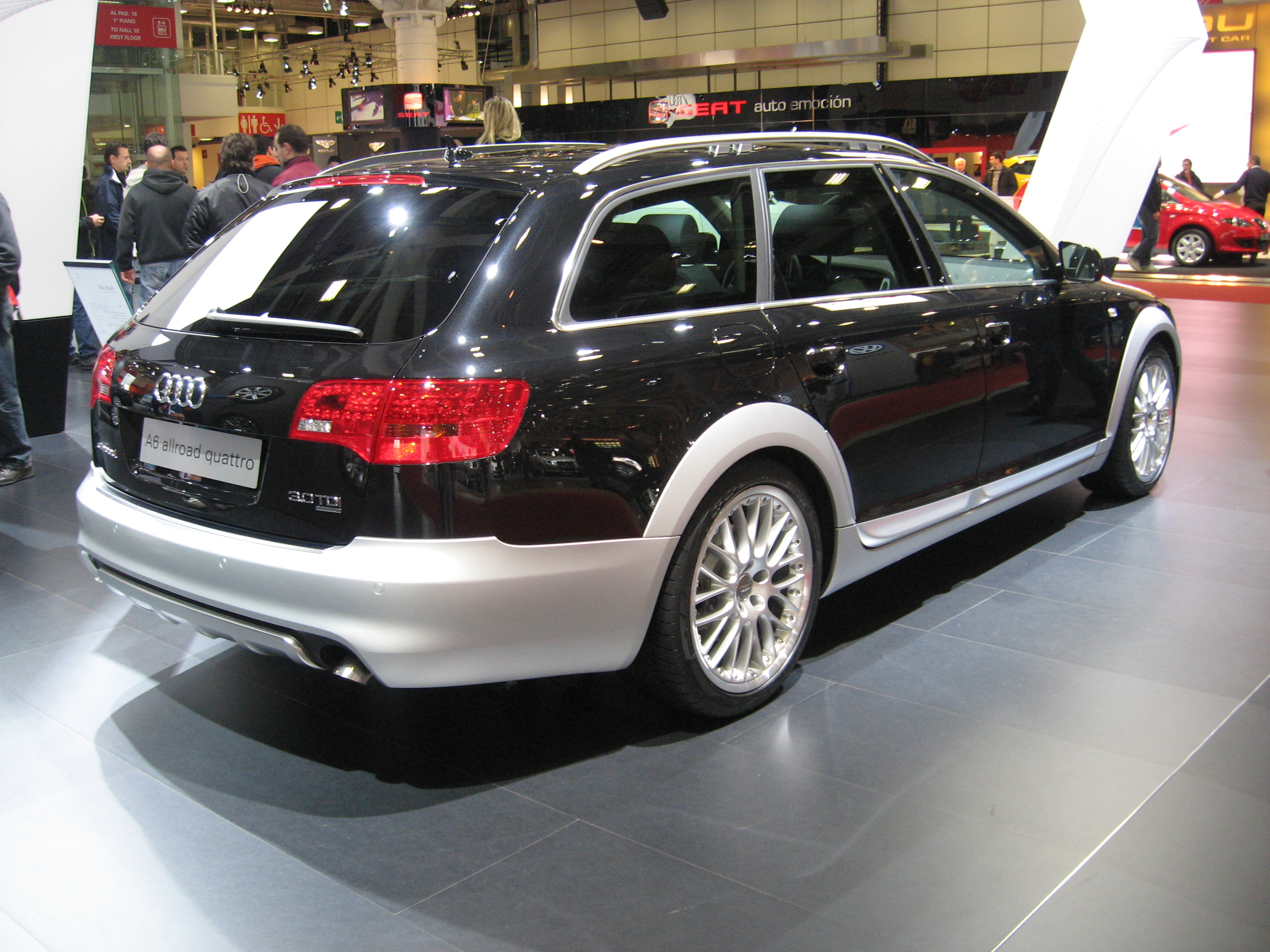
Audi RS6 Allroad
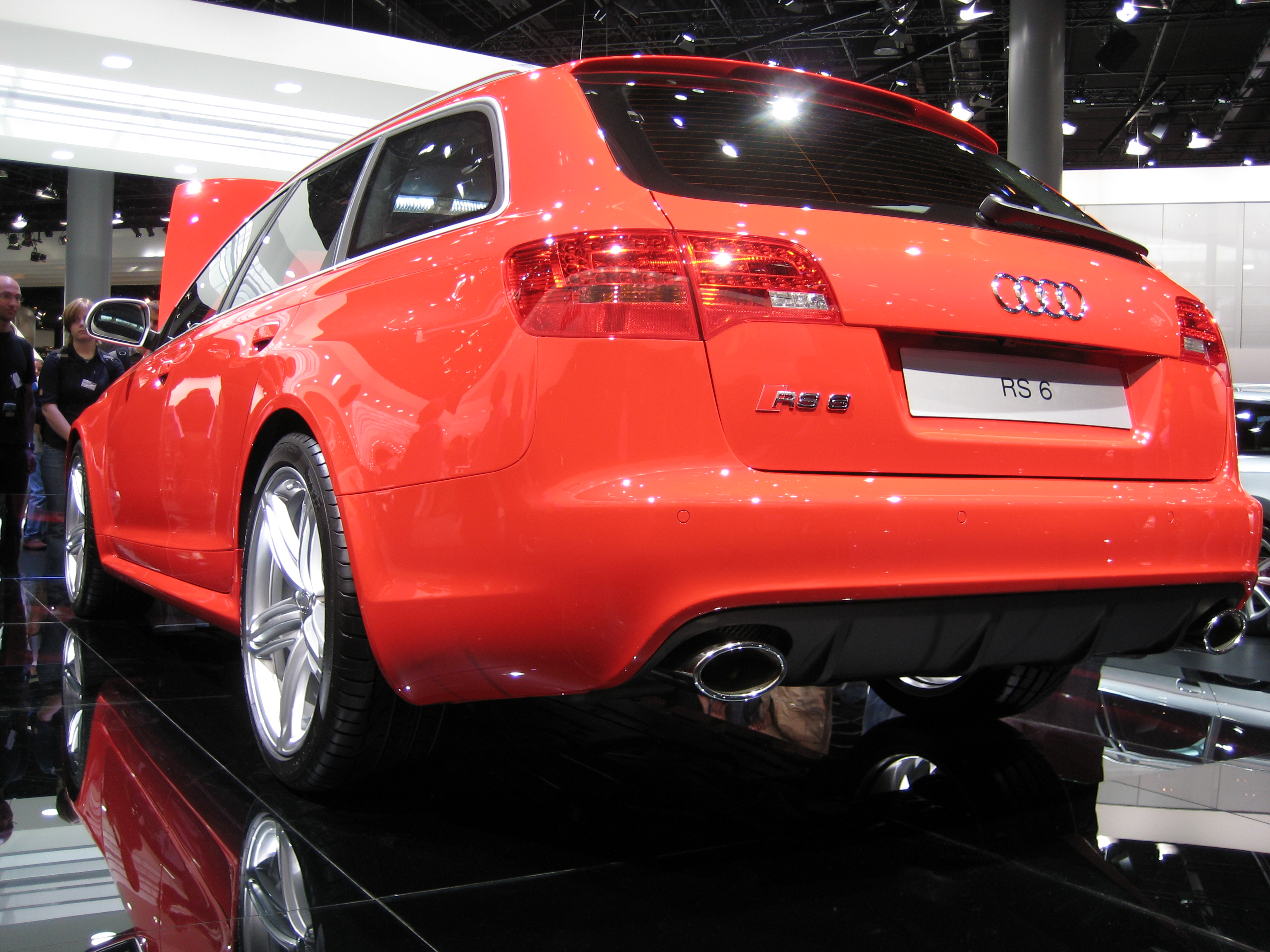
Parte trasera del Audi RS6
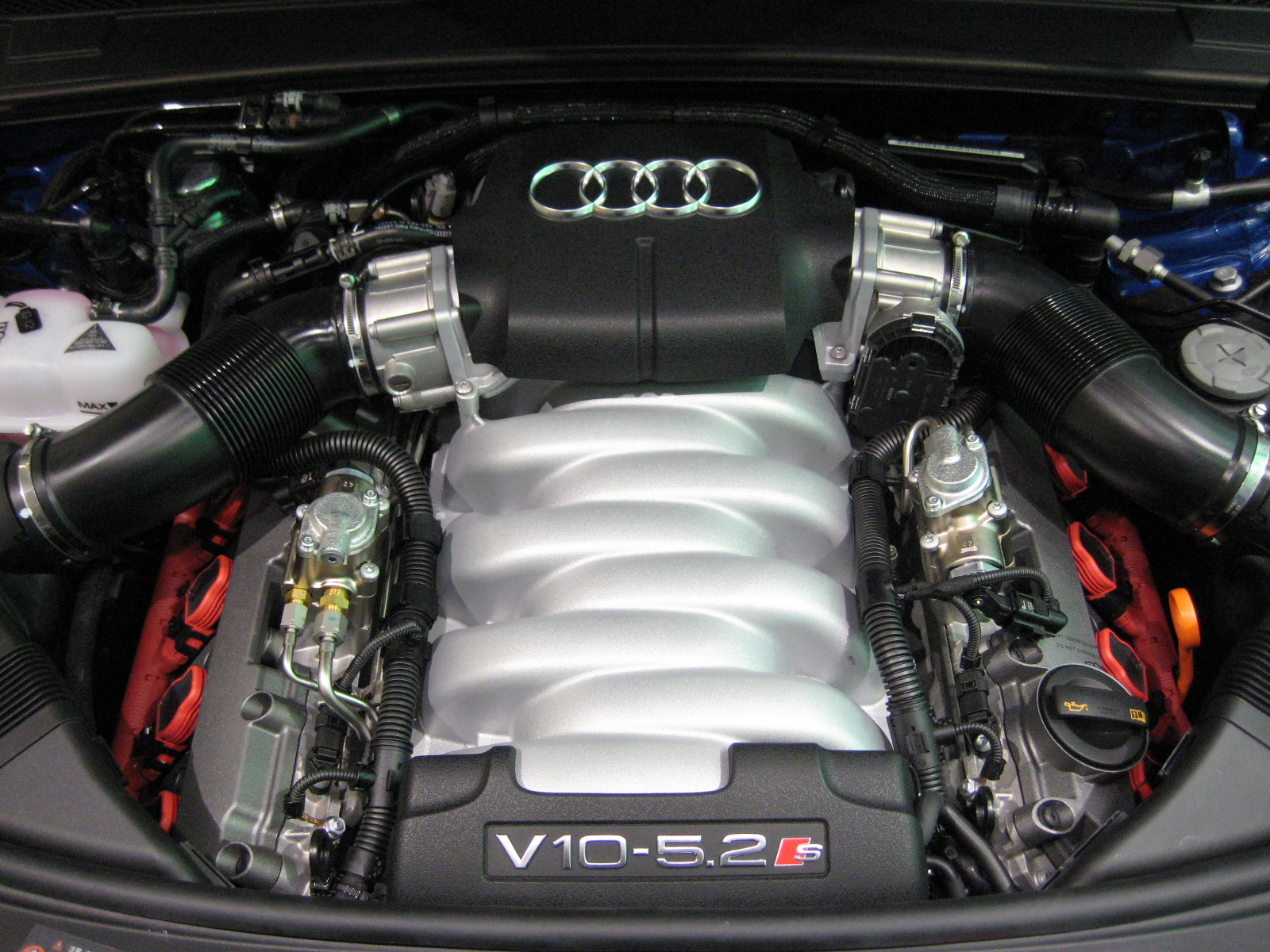
V10 de 5,2 litros del Audi S6
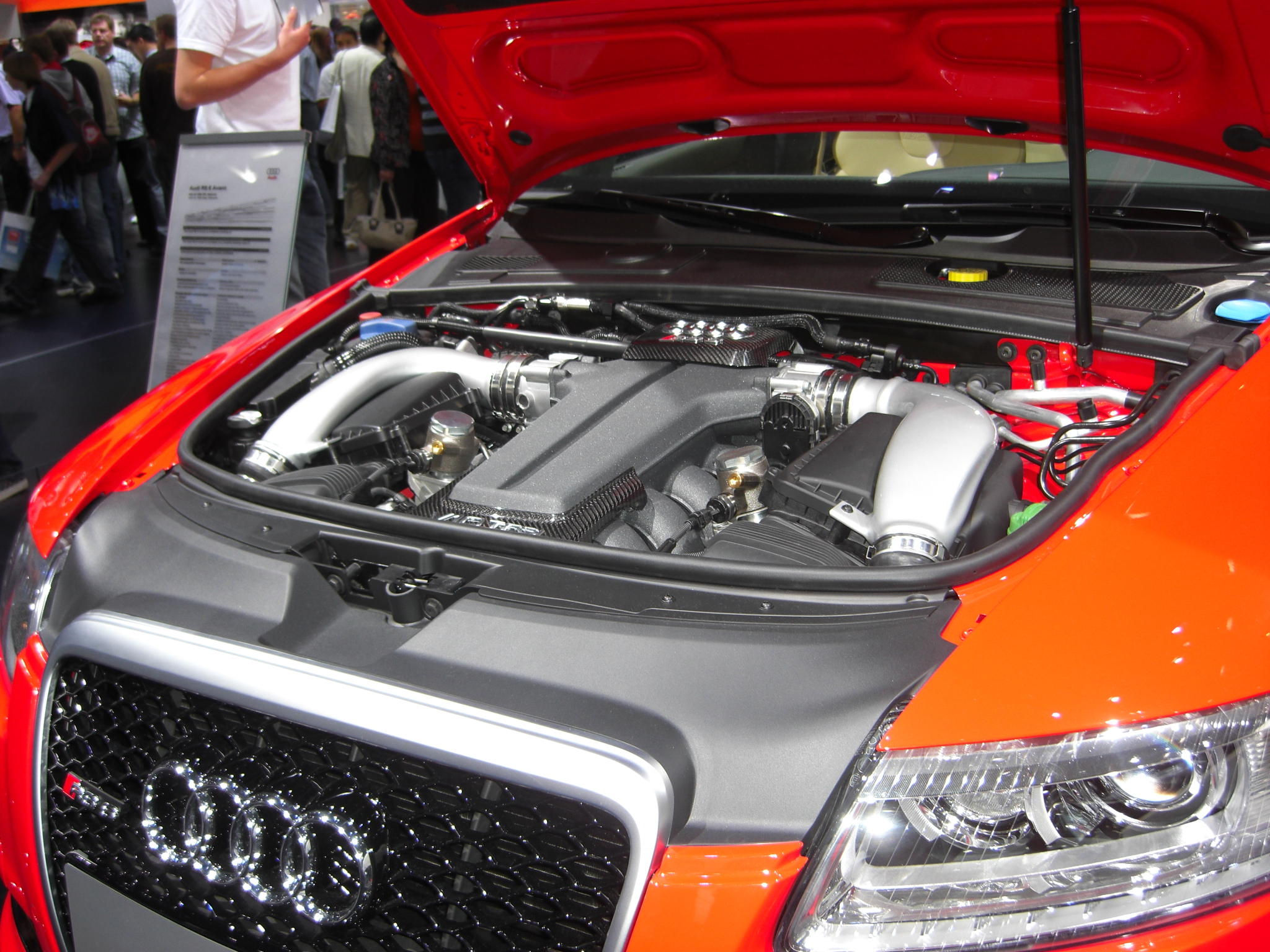
V10 TFSI de 5,2 litros del Audi RS6
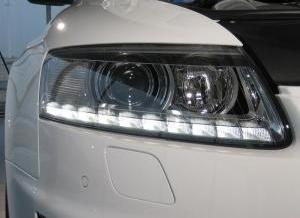
Faros LED Audi RS6
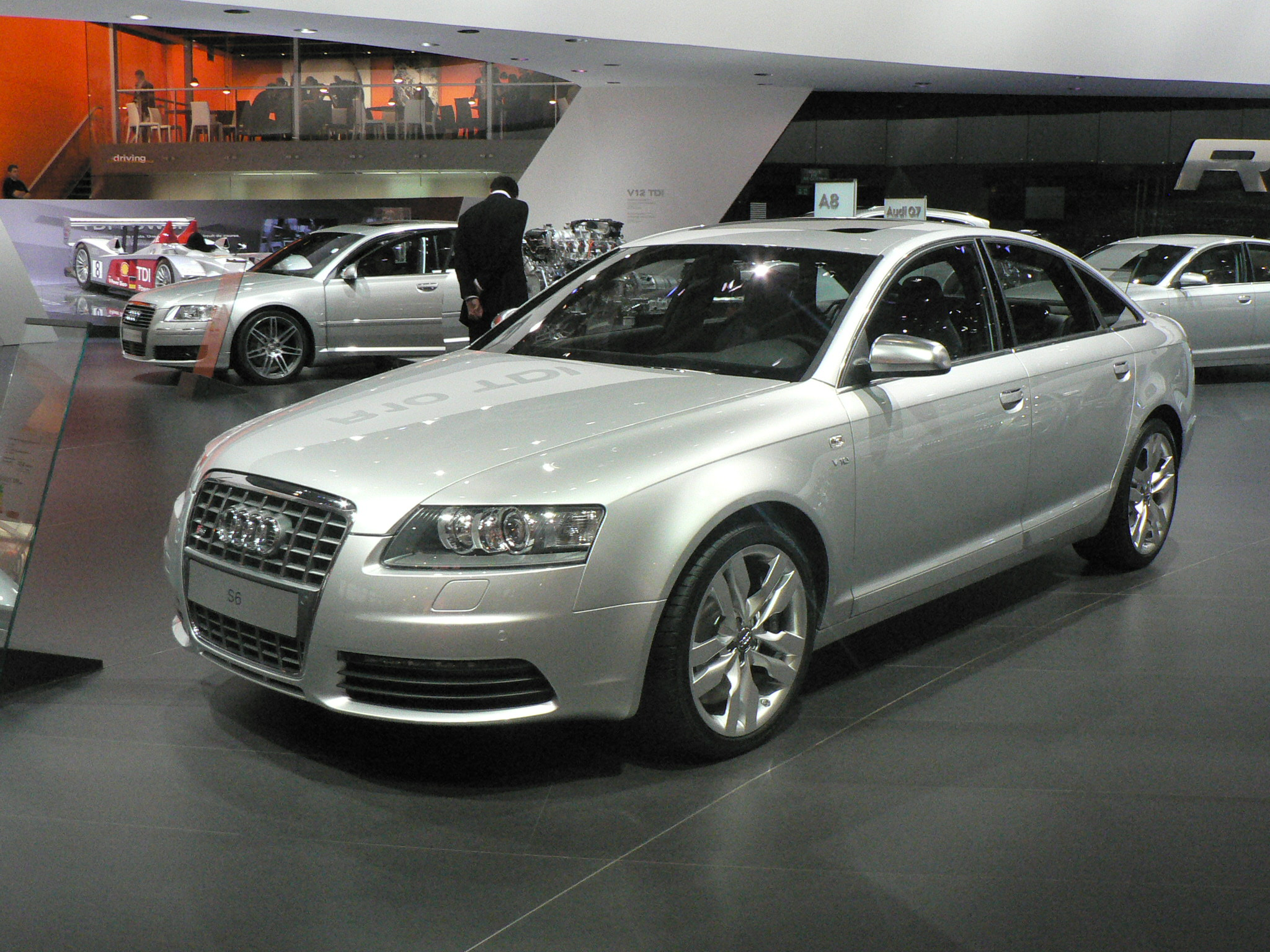
Audi S6
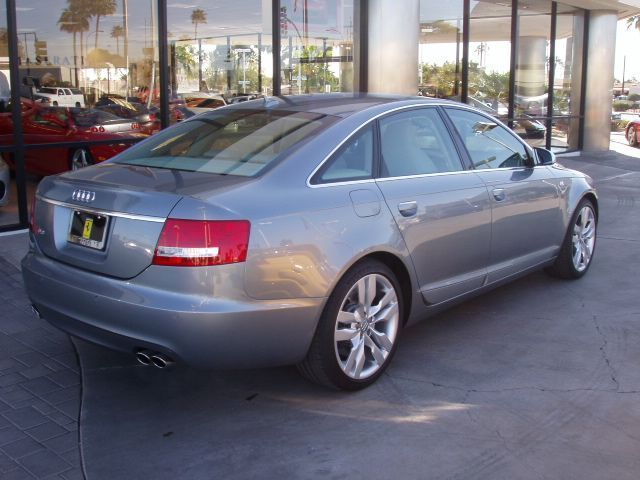
Parte trasera del Audi S6
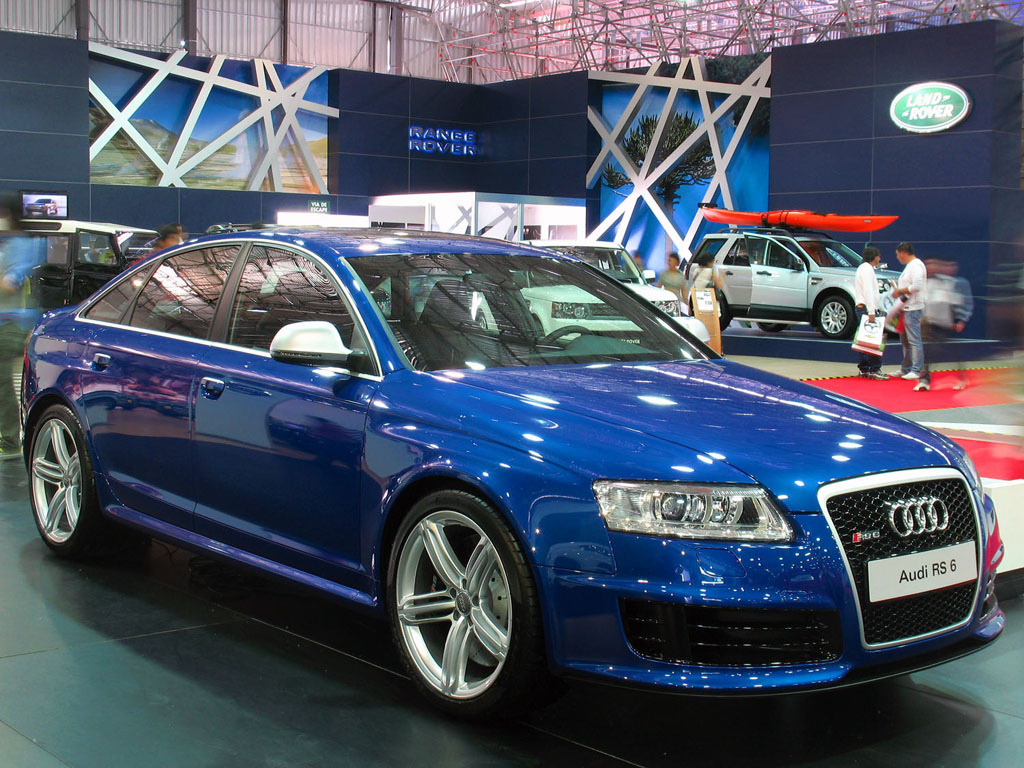
Audi RS6 Sedán
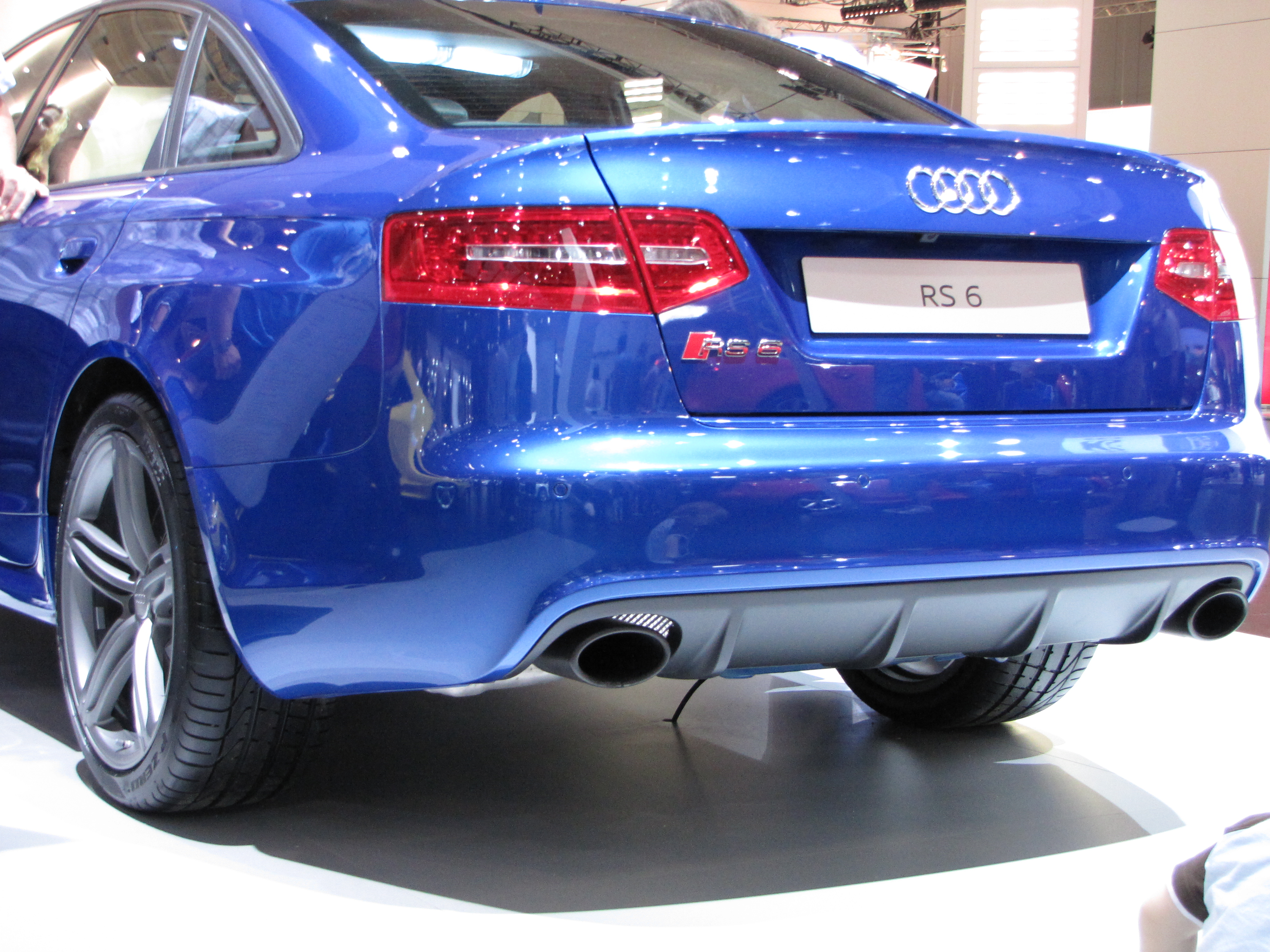
Parte trasera del Audi RS6 Sedán(Restyling)
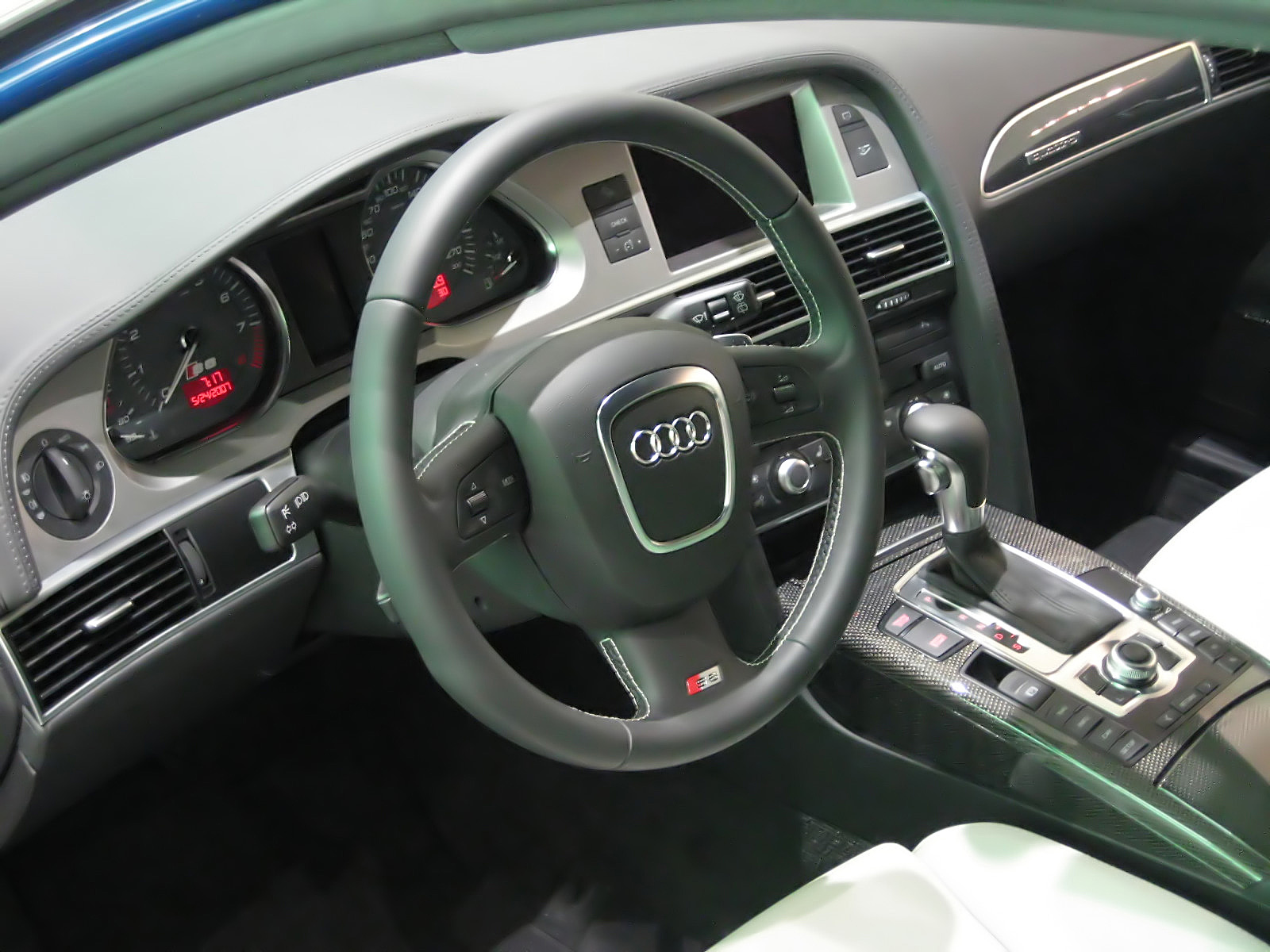
Interior del Audi S6 Prundletronic

## Audi A6 C7 (2011-2018)
El automóvil se presentó oficialmente el primero de diciembre de 2010, y tuvo su presentación formal en el NAIAS (North American International Auto Show) de 2011.
La cuarta generación de la serie C7 del Audi A6 (designado internamente Typ 4G) se lanzó a principios de 2011 para el mercado europeo y poco después en otros mercados. Está fuertemente influenciado por el Audi A8 (D4), tomando elementos de sus detalles exteriores. El A6 comparte su interior, plataforma y tren motriz (Plataforma modular longitudinal) con el Audi A7 sedán cuatro puertas, que fue lanzado poco antes, también en 2011. Comparado con el A7 y el A8, el A6 tiene la fascia frontal más agresiva y faros led (Faros full led opcionales). El trabajo de diseño comenzó en 2006, siendo escogido el diseño exterior de Jürgen Löffler en 2008.
Este A6 incrementó su batalla en casi 76 mm y su ancho en 69 mm. El rediseño también redujo el coeficiente de arrastre automotriz a 0.25. 
El modelo 2012 del A6 presentó todos los sistemas de asistencia de conducción del A8, además de añadir head-up display, asistencia de mantenimiento de carril, faros full led con cambio automático de luces altas o luz adaptativa Audi (Xenón) con control de distancia de faros variable.
El nuevo Audi A6 es el sedán de representación más avanzada gracias a su construcción híbrida en aluminio y acero, los asistentes de seguridad activa de última generación y la última electrónica de confort, como la conexión a internet y navegación con Google Earth (no disponible en América Latina y el Caribe). Es el primer Audi que incorpora un programa de conducción de eficiencia de serie￼
El 29 de septiembre de 2011, Audi Argentina lanzaba al mercado argentino a la cuarta generación del A6. Se ofreció en dos motorizaciones: un V6 3.0 TFSI de 300 CV, caja S-Tronic y tracción Quattro, y otro V6 2.8 FSI de 204 cv, caja Multitronic y tracción delantera. Tiene un diseño tecnológico de su diseño y equipamiento, desde los componentes en aluminio del chasis y la carrocería, hasta el sistema MMi Multimedia Interface con pantalla táctil, que centra las funciones de entretenimiento, navegación, confort y seguridad. Se dejaron de ofrecer las variantes turbodiesel que estuvieron disponibles en generaciones anteriores. El equipamiento es tan completo que es mejor limitarse a mencionar qué ofrece de extra el 3.0 TFSi con respecto al 2.8 FSi: equipo de audio Bose, climatizador automático de cuatro zonas, inserciones de madera de nogal y llantas de 18 pulgadas. Estos ítems, sin embargo, se pueden incorporar al 2.8 FSi como parte de una extensa lista de opcionales. De esta manera, se vendió en dos versiones, con garantía de tres años o 90.000 kilómetros. 
|                                                |
| Audi A6 3.0 TFSI quattro (Japón; pre-rediseño) |

|                                              |
| Audi A6 2.0 TDI Avant (Europa; pre-rediseño) |

|           |
| Interior. |

### Rediseño
En octubre de 2014 se llevó a cabo un rediseño de la serie A6 C7.
Son notables los faros frontales modificados (faros Matrix led opcionales), parrilla cambiada, otros guardabarros y faldones laterales, así como luces traseras revisadas, Audi MMI con procesador Tegra-3 y conexión de internet LTE. 
Tecnológicamente se optimizó prácticamente el total de las opciones de motorización en cuanto a prestaciones y uso de combustible. El 2.0 TFSI presta ahora 252 PS en lugar de 180 PS y su caja de cambios de seis marchas se cambió por la S tronic de siete marchas. El 2.8 FSI de 204 PS se dejó de ofrecer. En cambio se ofreció un nuevo motor a gasolina 1.8 TFSI con 190 PS y diversas variantes de los motores diésel 3.0 TDI, con prestaciones que van desde los 218 PS hasta los 326 PS.
|                           |
| Audi A6 sedán (2014–2018) |

|               |
| Vista trasera |

|                           |
| Audi A6 Avant (2014-2018) |

### Híbrido eléctrico
En la cuarta generación del A6 se añade un vehículo híbrido eléctrico equipado con un motor gasolina de cuatro cilindros en línea, 2.0 litros y 210 CV y un motor eléctrico de 34 kW.

### Seguridad
| Resultados de prueba Euro NCAP   | Resultados de prueba Euro NCAP | Resultados de prueba Euro NCAP |
| -------------------------------- | ------------------------------ | ------------------------------ |
| LHD, sedán cuatro puertas (2011) |                                |                                |
| Prueba                           | Puntuación                     | %                              |
| General:                         | 5/5 estrellas                  | 5/5 estrellas                  |
| Ocupante adulto                  | 32.7                           | 91%                            |
| Ocupante infantil                | 40.6                           | 83%                            |
| Transeúnte                       | 14.7                           | 41%                            |
| Asistencias de seguridad         | 6                              | 86%                            |

### Motorizaciones
En un principio, los motores gasolina serán un V6 atmosférico de 2.8 litros y 204 CV y un 3.0 litros sobrealimentado de 300 CV, y el diésel será un 3.0 litros de 204 o 245 CV. Más tarde se añadirá un diésel de cuatro cilindros y 2.0 litros
| Motores de gasolina            | Motores de gasolina                               | Motores de gasolina                           | Motores de gasolina                           | Motores de gasolina                 | Motores de gasolina                               | Motores de gasolina                               | Motores de gasolina                               | Motores de gasolina                             | Motores de gasolina                             | Motores de gasolina                             | Motores de gasolina                             |
|                                | 1.8 TFSI                                          | 2.0 TFSI                                      | 2.0 TFSI                                      | 2.8 FSI                             | 3.0 TFSI                                          | 3.0 TFSI                                          | 3.0 TFSI                                          | 4.0 TFSI (S6)                                   | 4.0 TFSI (S6)                                   | 4.0 TFSI (RS6)                                  | 4.0 TFSI (RS6 Performance)                      |
| ------------------------------ | ------------------------------------------------- | --------------------------------------------- | --------------------------------------------- | ----------------------------------- | ------------------------------------------------- | ------------------------------------------------- | ------------------------------------------------- | ----------------------------------------------- | ----------------------------------------------- | ----------------------------------------------- | ----------------------------------------------- |
| Periodo                        | 2014-presente                                     | 2011-2014                                     | 2014-presente                                 | 2010-2014                           | 2010-2012                                         | 2012-2014                                         | 2014-presente                                     | 2012-2014                                       | 2014-presente                                   | 2013-presente                                   | 2015-presente                                   |
| Tipo de motor                  | L4 16v, inyección directa, turbo, intercooler     | L4 16v, inyección directa, turbo, intercooler | L4 16v, inyección directa, turbo, intercooler | V6 24v, inyección directa           | V6 24v, inyección directa, compresor, intercooler | V6 24v, inyección directa, compresor, intercooler | V6 24v, inyección directa, compresor, intercooler | V8 32v, inyección directa, biturbo, intercooler | V8 32v, inyección directa, biturbo, intercooler | V8 32v, inyección directa, biturbo, intercooler | V8 32v, inyección directa, biturbo, intercooler |
| Diámetro x carrera             | 82.5 mm × 84.1 mm                                 | 82.5 mm × 92.8 mm                             | 82.5 mm × 92.8 mm                             | 84.5 mm × 82.4 mm                   | 84.5 mm × 89.0 mm                                 | 84.5 mm × 89.0 mm                                 | 84.5 mm × 89.0 mm                                 | 84.5 mm × 89.0 mm                               | 84.5 mm × 89.0 mm                               | 84.5 mm × 89.0 mm                               | 84.5 mm × 89.0 mm                               |
| Cilindrada                     | 1798 cm³                                          | 1984 cm³                                      | 1984 cm³                                      | 2773 cm³                            | 2995 cm³                                          | 2995 cm³                                          | 2995 cm³                                          | 3993 cm³                                        | 3993 cm³                                        | 3993 cm³                                        | 3993 cm³                                        |
| Relación de compresión         | 9.6: 1                                            | 9.6: 1                                        | 9.6: 1                                        | 12.8: 1                             | 10.3: 1                                           | 10.3: 1                                           | 10.8: 1                                           | 10.1: 1                                         | 10.1: 1                                         | 10.1: 1                                         | 9.3: 1                                          |
| Potencia máxima: CV (kW) @ rpm | 190 CV (140 kW) @ 4200-6200                       | 180 CV (132 kW) @ 4000-6000                   | 252 CV (185 kW) @ 4900-5900                   | 204 CV (150 kW) @ 5250-6250         | 300 CV (220 kW) @ 5250-6500                       | 310 CV (228 kW) @ 5500-6500                       | 333 CV (245 kW) @ 5300-6500                       | 420 CV (309 kW) @ 5500-6400                     | 450 CV (331 kW) @ 5800-6400                     | 560 CV (412 kW) @ 5700-6600                     | 605 CV (445 kW) @ 6100-6800                     |
| Par máximo: Nm @ rpm           | 320 Nm @ 1400-4100                                | 320 Nm @ 1500-3900                            | 370 Nm @ 1600-4700                            | 280 Nm @ 3000-5000                  | 440 Nm @ 2900-4500                                | 440 Nm @ 2900-4500                                | 440 Nm @ 2900-5300                                | 550 Nm @ 1400-5200                              | 550 Nm @ 1400-5700                              | 700 Nm @ 1750-5500                              | 700(750) Nm @ 1750-6000                         |
| Tracción                       | Delantera                                         | Delantera                                     | Delantera / Total (Quattro)                   | Delantera / Total (Quattro)         | Total (Quattro)                                   | Total (Quattro)                                   | Total (Quattro)                                   | Total (Quattro)                                 | Total (Quattro)                                 | Total (Quattro)                                 | Total (Quattro)                                 |
| Transmisión                    | Manual, 6 velocidades / Automática, 7 velocidades | Manual, 6 velocidades / Multitronic           | Automática, 7 velocidades                     | Manual, 6 velocidades / Multitronic | Automática, 7 velocidades                         | Automática, 7 velocidades                         | Automática, 7 velocidades                         | Automática, 7 velocidades                       | Automática, 7 velocidades                       | Automática, 8 velocidades                       | Automática, 8 velocidades                       |
| Peso                           | 1610-1710 kg                                      | 1615–1705 kg                                  | 1670–1800 kg                                  | 1645–1805 kg                        | 1815–1865 kg                                      | 1815–1930 kg                                      | 1825–1945 kg                                      | 1970–2025 kg                                    | 1970–2035 kg                                    | 2010-2025 kg                                    | 2025 kg                                         |
| Aceleración 0–100 km/h         | 7.9-6.2 s                                         | 8.1-8.6 s                                     | 6.5-6.9 s                                     | 7.7-8.3 s                           | 5.5-5.6 s                                         | 5.5-5.9 s                                         | 5.1-5.8 s                                         | 4.6-4.9 s                                       | 4.4-4.6 s                                       | 3.9 s                                           | 3.7 s                                           |
| Velocidad máxima               | 225-233 km/h                                      | 218-232 km/h                                  | 250 km/h (Limitada electrónicamente)          | 230-242 km/h                        | 250 km/h (Limitada electrónicamente)              | 250 km/h (Limitada electrónicamente)              | 250 km/h (Limitada electrónicamente)              | 250 km/h (Limitada electrónicamente)            | 250 km/h (Limitada electrónicamente)            | 250 km/h (Limitada electrónicamente)            | 250 km/h (Limitada electrónicamente)            |
| Consumo combinado (L/100 km)   | 5.7-6.2                                           | 6.4-6.6                                       | 5.9-6.9                                       | 7.4-8.0                             | 8.2                                               | 8.2-8.9                                           | 7.4-8.0                                           | 9.6-9.7                                         | 9.2-9.4                                         | 9.6-9.8                                         | 9.6                                             |

| Motores diésel                 | Motores diésel                                                  | Motores diésel                                                  | Motores diésel                                                  | Motores diésel                                                  | Motores diésel                                                  | Motores diésel                                                  | Motores diésel                                                  | Motores diésel                                                  | Motores diésel                                                  | Motores diésel                                                  | Motores diésel                                                    | Motores diésel                                                    | Motores diésel                                                    | Motores diésel |         |
|                                | 2.0 TDI                                                         | 2.0 TDI                                                         | 2.0 TDI                                                         | 2.0 TDI                                                         | 3.0 TDI                                                         | 3.0 TDI                                                         | 3.0 TDI                                                         | 3.0 TDI                                                         | 3.0 TDI                                                         | 3.0 TDI                                                         | 3.0 TDI                                                           | 3.0 TDI                                                           | 3.0 TDI Competition                                               |                |         |
| ------------------------------ | --------------------------------------------------------------- | --------------------------------------------------------------- | --------------------------------------------------------------- | --------------------------------------------------------------- | --------------------------------------------------------------- | --------------------------------------------------------------- | --------------------------------------------------------------- | --------------------------------------------------------------- | --------------------------------------------------------------- | --------------------------------------------------------------- | ----------------------------------------------------------------- | ----------------------------------------------------------------- | ----------------------------------------------------------------- | -------------- | ------- |
| Periodo                        | 2013-2014                                                       | 2014-presente                                                   | 2011-2014                                                       | 2014-presente                                                   | 2015-presente                                                   | 2010-2014                                                       | 2014-presente                                                   | 2014-presente                                                   | 2010-2014                                                       | 2014-presente                                                   | 2011-2014                                                         | 2014-presente                                                     | 2014-presente                                                     |                |         |
| Tipo de motor                  | L4 16v, inyección directa, Common-Rail, turbo, intercooler, DPF | L4 16v, inyección directa, Common-Rail, turbo, intercooler, DPF | L4 16v, inyección directa, Common-Rail, turbo, intercooler, DPF | L4 16v, inyección directa, Common-Rail, turbo, intercooler, DPF | V6 24v, inyección directa, Common-Rail, turbo, intercooler, DPF | V6 24v, inyección directa, Common-Rail, turbo, intercooler, DPF | V6 24v, inyección directa, Common-Rail, turbo, intercooler, DPF | V6 24v, inyección directa, Common-Rail, turbo, intercooler, DPF | V6 24v, inyección directa, Common-Rail, turbo, intercooler, DPF | V6 24v, inyección directa, Common-Rail, turbo, intercooler, DPF | V6 24v, inyección directa, Common-Rail, biturbo, intercooler, DPF | V6 24v, inyección directa, Common-Rail, biturbo, intercooler, DPF | V6 24v, inyección directa, Common-Rail, biturbo, intercooler, DPF |                |         |
| Diámetro x carrera             | 81.0 mm x 95.5 mm                                               | 81.0 mm x 95.5 mm                                               | 81.0 mm x 95.5 mm                                               | 81.0 mm x 95.5 mm                                               | 83.0 mm x 91.4 mm                                               | 83.0 mm x 91.4 mm                                               | 83.0 mm x 91.4 mm                                               | 83.0 mm x 91.4 mm                                               | 83.0 mm x 91.4 mm                                               | 83.0 mm x 91.4 mm                                               | 83.0 mm x 91.4 mm                                                 | 83.0 mm x 91.4 mm                                                 | 83.0 mm x 91.4 mm                                                 |                |         |
| Cilindrada                     | 1968 cm³                                                        | 1968 cm³                                                        | 1968 cm³                                                        | 1968 cm³                                                        | 2967 cm³                                                        | 2967 cm³                                                        | 2967 cm³                                                        | 2967 cm³                                                        | 2967 cm³                                                        | 2967 cm³                                                        | 2967 cm³                                                          | 2967 cm³                                                          | 2967 cm³                                                          |                |         |
| Relación de compresión         | 16.5: 1                                                         | 16.2: 1                                                         | 16.5: 1                                                         | 15.5: 1                                                         |                                                                 | 16.8: 1                                                         | 16.8: 1                                                         | 16.8: 1                                                         | 16.8: 1                                                         | 16.0: 1                                                         | 16.0: 1                                                           | 15.5: 1                                                           | 15.5: 1                                                           | 15.5: 1        | 15.5: 1 |
| Potencia máxima: CV (kW) @ rpm | 136 CV (100 kW) @ 4200                                          | 150 CV (110 kW) @ 3000-4200                                     | 177 CV (130 kW) @ 4200                                          | 190 CV (140 kW) @ 3800-4200                                     | 190 CV (140 kW) @ 2750-5000                                     | 204 CV (150 kW) @ 3250-4500                                     | 218 CV (160 kW) @ 4000-4750                                     | 218 CV (160 kW) @ 3250-4500                                     | 245 CV (180 kW) @ 4000-4500                                     | 272 CV (200 kW) @ 3500-4250                                     | 313 CV (230 kW) @ 3900-4500                                       | 320 CV (235 kW) @ 3900-4600                                       | 326 CV (240 kW) @ 4000-4500                                       |                |         |
| Par máximo: Nm @ rpm           | 350 Nm @ 1750-2500                                              | 350 Nm @ 1500-3000                                              | 380 Nm @ 1750-2500                                              | 400 Nm @ 1750-3000                                              | 400 Nm @ 1250-3250                                              | 400 Nm @ 1250-3500                                              | 400 Nm @ 1250-3750                                              | 500 Nm @ 1250-3000                                              | 580 Nm @ 1750-2500                                              | 580 Nm @ 1250-3250                                              | 650 Nm @ 1450-2800                                                | 650 Nm @ 1400-2800                                                | 650 Nm @ 1400-2800                                                |                |         |
| Tracción                       | Delantera                                                       | Delantera                                                       | Delantera                                                       | Delantera / Total (Quattro)                                     | Total (Quattro)                                                 | Delantera / Total (Quattro)                                     | Delantera                                                       | Total (Quattro)                                                 | Total (Quattro)                                                 | Total (Quattro)                                                 | Total (Quattro)                                                   | Total (Quattro)                                                   | Total (Quattro)                                                   |                |         |
| Transmisión                    | Manual, 6 velocidades / Multitronic                             | Manual, 6 velocidades / Automática 7 velocidades                | Manual, 6 velocidades / Multitronic                             | Manual, 6 velocidades / Automática 7 velocidades                | Automática, 7 velocidades                                       | Manual, 6 velocidades / Multitronic                             | Automática, 7 velocidades                                       | Automática, 7 velocidades                                       | Automática, 7 velocidades                                       | Automática, 7 velocidades                                       | Automática 8 velocidades                                          | Automática 8 velocidades                                          | Automática 8 velocidades                                          |                |         |
| Peso                           | 1650-1725 kg                                                    | 1700–1800 kg                                                    | 1650–1725 kg                                                    | 1700–1885 kg                                                    | 1965 kg                                                         | 1700-1930 kg                                                    | 1770–1835 kg                                                    | 1840–1965 kg                                                    | 1795–1955 kg                                                    | 1845–1970 kg                                                    | 1865–1985 kg                                                      | 1910-2030 kg                                                      | 1940-2005 kg                                                      |                |         |
| Aceleración 0–100 km/h         | 8.9-10.6 s                                                      | 9.5-9.9 s                                                       | 8.2-9.0 s                                                       | 7.7-8.7 s                                                       | 7.9 s                                                           | 7.0-7.9 s                                                       | 7.1-7.3 s                                                       | 6.6-7.3 s                                                       | 6.1-6.7 s                                                       | 5.5-6.2 s                                                       | 5.1-5.6 s                                                         | 5.0-5.5 s                                                         | 4.9-5.1 s                                                         |                |         |
| Velocidad máxima               | 200-209 km/h                                                    | 209-214 km/h                                                    | 216-228 km/h                                                    | 224-232 km/h                                                    | 221 km/h                                                        | 223-242 km/h                                                    | 234-244 km/h                                                    | 227-244 km/h                                                    | 236-250 km/h                                                    | 250 km/h (Limitada electrónicamente)                            | 250 km/h (Limitada electrónicamente)                              | 250 km/h (Limitada electrónicamente)                              | 250 km/h (Limitada electrónicamente)                              |                |         |
| Consumo combinado (L/100 km)   | 4.9-5.1                                                         | 4.2-4.5                                                         | 4.9-5.1                                                         | 4.4-5.1                                                         | 5.5                                                             | 5.1-6.1                                                         | 4.7-4.8                                                         | 5.1-5.6                                                         | 5.9-6.3                                                         | 5.1-5.6                                                         | 6.4-6.7                                                           | 6.0-6.5                                                           | 6.2-6.4                                                           |                |         |

## Audi A6 C8 (2018-presente)
El Audi A6 C8 (nomenclatura interna 4K) es un automóvil de turismo del Segmento E de Audi que se ofrece desde 2018. Se produce en la fábrica de Audi en Neckarsulm. Como número de identificación de vehículo el A6 C8 tiene el código de serie 'F2'.
El sedán se presentó oficialmente el 28 de agosto de 2018. Como premier formal el automóvil se presentó en el Salón del automóvil de Ginebra en marzo de 2018. A mediados de abril de 2018 Audi presentó la versión Familiar. En enero de 2019 se presentó en Guangzhou la versión larga A6L.
El 5 de junio de 2019 Audi anunció que lanzaría la versión Allroad quattro del Audi A6 C8 en el marco del 20 aniversario del lanzamiento de esta versión en el A6 C5. Con tracción integral como estándar, suspensión neumática adaptable y mayor distancia del suelo. Con su típico enfoque de todo-camino. Los motores V6 a diésel ofrecen una potencia de arrastre de hasta 2.5 toneladas.
El 24 de septiembre de 2019, Audi Argentina lanzaba al mercado argentino a la quinta generación del A6. Reemplaza al A6 de cuarta generación. Utiliza la misma plataforma que el Audi A4, Audi A5, Audi Q5, Audi Q7, Audi Q8 y Porsche Cayenne. Llega importado de Alemania. Se ofrece en una sola motorización: un V6 3.0 de 340 CV y 500 Nm. Utiliza tecnología Mild-Hybrid, caja S-Tronic y tracción integral Quattro. Viene con suspensión neumática y muchas asistencias a la conducción. Sus rivales son Audi A7 Sportback, BMW Serie 5 Sedan, Lexus ES, Maserati Ghibli, Mercedes Clase E Sedan, Porsche Panamera, ofrecen una gama más amplia de versiones en Argentina. La gama se limitó a una sola versión, con garantía de tres años o 100.000 kilómetros. Sigue a la venta en 2023.  

### Tecnología y equipamiento

#### General
El Audi A6 se basa, igual que el A7 C8 y el A8 D5 en la MLBevo de 2015, que fue desarrollada por Audi para el Grupo Volkswagen. A diferencia del antecesor, es más grande en todas sus dimensiones. En contra de la evolución de la industria automotriz de siempre construir autos más ligeros, el C8 es casi 200 kg más pesado que el C7, que se atribuye sobre todo a la transmisión híbrida suave de serie.
En las novedades se cuenta además con los llamados "Faros HD-Matrix-LED" con luz de carretera de apertura libre como opción y faros delanteros led como equipamiento de serie, y originalmente la ampliación del sistema de asistencia de conducción como en el A8 D5, a través del cual se permite la conducción autónoma que en teoría alcanza un grado 3. Aunque la conducción autónoma no está activa actualmente (principios de 2019) debido a falta de leyes regulatorias. Así también desde finales del año 2018 se puede prescindir de la compra del necesario escáner láser para la conducción autónoma o eliminarse completamente del correspondiente sistema de asistencia Tour. De este modo se desarrolla también la posibilidad de una activación tardía de la conducción autónoma de grado 3 bajo un asistente limitado. Una novedad tecnológica adicional es la implantación de una dirección en las cuatro ruedas con la cual el radio de viraje se reduce en 11.1 m, y con el que las ruedas traseras se adaptan hasta 5°.

#### Sistema de Infoentretenimiento
El interior recibe un nuevo concepto de servicio, que se compone casi completamente de pantallas táctiles. Aquí se encuentran el tablero de instrumentos y la consola central, así como una pantalla LCD. La diagonal de la pantalla superior del tablero es de 8.8 o de 10.1 pulgadas y tiene una resolución de 1280 x 720 o 1540 x 720 pixeles, respectivamente. Mientras que la pantalla superior sirve para el manejo de los sistemas de navegación e infoentretenimiento, con la pantalla inferior de 8.6 pulgadas (1280 x 660 pixeles) de la consola central se controlan las funciones de conducción y confort como el control del clima y los asientos calefactables. Ambas pantallas se usan en combinación la una con la otra, por ejemplo, para la introducción de la dirección de destino bajo la pantalla inferior o para visualizaciones adicionales del control de clima de la pantalla superior. Otros elementos de servicio del equipamiento como la configuración del modo de viaje o la calefacción de la luneta trasera se activan con interruptores sensóricos o mecánicos separados. Todas las pantallas táctiles cuentan con una retroalimentación táctil. Por primera vez en el Audi A6 existe la opción de equiparlo con el virtual cockpit. Con este último se sustituye el cuadro de instrumentos análogo en el lado del conductor con una pantalla de 12.3 pulgadas con una resolución de 1920 x 720 pixeles.

#### Versión híbrida enchufable
En octubre de 2019 Audi anunció la versión híbrida enchufable del Audi A6 C8, todo en el marco de los esfuerzos de la compañía por impulsar fuertemente este tipo de versiones dentro de su gama. Con el nombre de A6 55 TFSI e quattro, este cuenta con un tren motriz que se compone del 2.0L TFSI que entrega 252 caballos de fuerza y un motor eléctrico que aporta otros 140 caballos, ofreciendo un total de 392 hp de potencia. Cuenta con 368 libras-pie de par y una transmisión S Tronic de 7 velocidades. Como su nombre lo indica, cuenta con el sistema de tracción integral de la marca, quattro.
La batería de iones de litio ubicada en la parte trasera del auto, almacena 14,1 kWh de energía, lo que se traduce en un alcance eléctrico de hasta 53 kilómetros con una sola carga. Este vehículo se puede cargar en estaciones públicas de 7.4 kWh en tan solo dos horas y media, y gracias a la aplicación MyAudi, los clientes pueden monitorear todas las estaciones de carga disponibles en sus trayectos.
Este sedán sigue manteniendo todas sus cualidades deportivas, tanto que es capaz de hacer el 0 a 100 km/h en solo 5.6 segundos y alcanzar una velocidad máxima de 250 km/h.

### Seguridad
Con la prueba de choque realizada a través de Euro NCAP en el año 2018, el vehículo fue calificado con cinco estrellas.
| Resultados de prueba Euro NCAP | Resultados de prueba Euro NCAP | Resultados de prueba Euro NCAP |
| ------------------------------ | ------------------------------ | ------------------------------ |
| Audi A6 (2018)                 |                                |                                |
| Prueba                         | Puntuación                     | %                              |
| General:                       | 5/5 estrellas                  | 5/5 estrellas                  |
| Ocupante adulto                | 35.5                           | 93%                            |
| Ocupante infantil              | 41.9                           | 85%                            |
| Transeúnte                     | 38.9                           | 81%                            |
| Asistencias de seguridad       | 9.9                            | 76%                            |

### Motorizaciones
En su lanzamiento, está disponible con un único propulsor de gasolina, en concreto un 3.0 TFSI de 340 PS. Los motores diésel son un 2.0 TDI de 204 PS y un 3.0 TDI con dos niveles de potencia, 231 y 285 PS respectivamente.
En 2019 se anunció una versión híbrida enchufable del Audi A6 C8.

### Galería
|                                                                     |
| Audi A6 50 TDI quattro en el Salón del automóvil de Ginebra de 2018 |

|                                                 |
| Vista de los faros delanteros con su luz de día |

|               |
| Vista trasera |

|                                         |
| Interior con pantallas como podeis ver. |

|                       |
| A6 Avant (desde 2018) |

|                         |
| Vista trasera del Avant |

|                                     |
| Vista exterior de un A6 modelo 2018 |

|               |
| Vista lateral |

|               |
| Vista trasera |

|                                                                      |
| Audi A6 allroad quattro C8 durante su presentación en el IAA de 2019 |